# Albrecht Alt

Albrecht Alt (1925)

Georg Albrecht Alt (* 20. September 1883 in Stübach bei Diespeck, Franken, Königreich Bayern; † 24. April 1956 in Leipzig, DDR) war ein deutscher evangelisch-lutherischer Bibelwissenschaftler. Sein Fach war das Alte Testament. Nach dem Ersten Theologischen Examen nahm Alt 1908 an einem Lehrkurs des Deutschen Evangelischen Instituts für Altertumswissenschaft des Heiligen Landes (DEI) in Jerusalem teil. Sein weiterer Berufsweg führte ihn immer wieder nach Palästina zurück, so dass bis 1935 eine Zweigleisigkeit zu beobachten ist:
- Nach akademischen Stationen in Greifswald, Basel und Halle war Alt seit 1922 bis zu seiner Emeritierung 1955 Professor für Altes Testament an der Universität Leipzig. Dort war er von 1929 bis 1937 für die Edition der dritten Ausgabe der Biblia Hebraica verantwortlich.
- Nachdem er 1912/1913 als Mitarbeiter an das Jerusalemer DEI zurückgekehrt und während des Ersten Weltkriegs als Unteroffizier in Palästina eingesetzt worden war, wurde ihm 1921 der Wiederaufbau des Instituts übertragen. Von 1924 bis 1931 leitete er selbst jährliche mehrmonatige Lehrkurse des DEI.

Die beim DEI erworbene gründliche Kenntnis Palästinas ermöglichte es Alt, territorialgeschichtlich begründete Hypothesen unter anderem über die Landnahme der Israeliten und das Großreich Davids und Salomos aufzustellen. Mit seinen Arbeiten zum Gott der Väter und zum Apodiktischen Recht stellte er zwei viel rezipierte Hypothesen zur Religionsgeschichte bzw. zur Rechtsgeschichte des frühen Israel auf. Die Hauptthesen Alts waren bis in die 1970er Jahre in der deutschsprachigen Bibelwissenschaft fast konsensual akzeptiert, werden aber im 21. Jahrhundert so nicht mehr vertreten.
Alt bevorzugte die Form des Essays. Seinen akademischen Schülern blieb es vorbehalten, auf der Grundlage von Alts Arbeiten ein Gesamtbild der Geschichte Israels (Martin Noth, Siegfried Herrmann, Herbert Donner) und der Theologie des Alten Testaments (Gerhard von Rad) zu entwerfen.

## Leben

### Familiärer Hintergrund

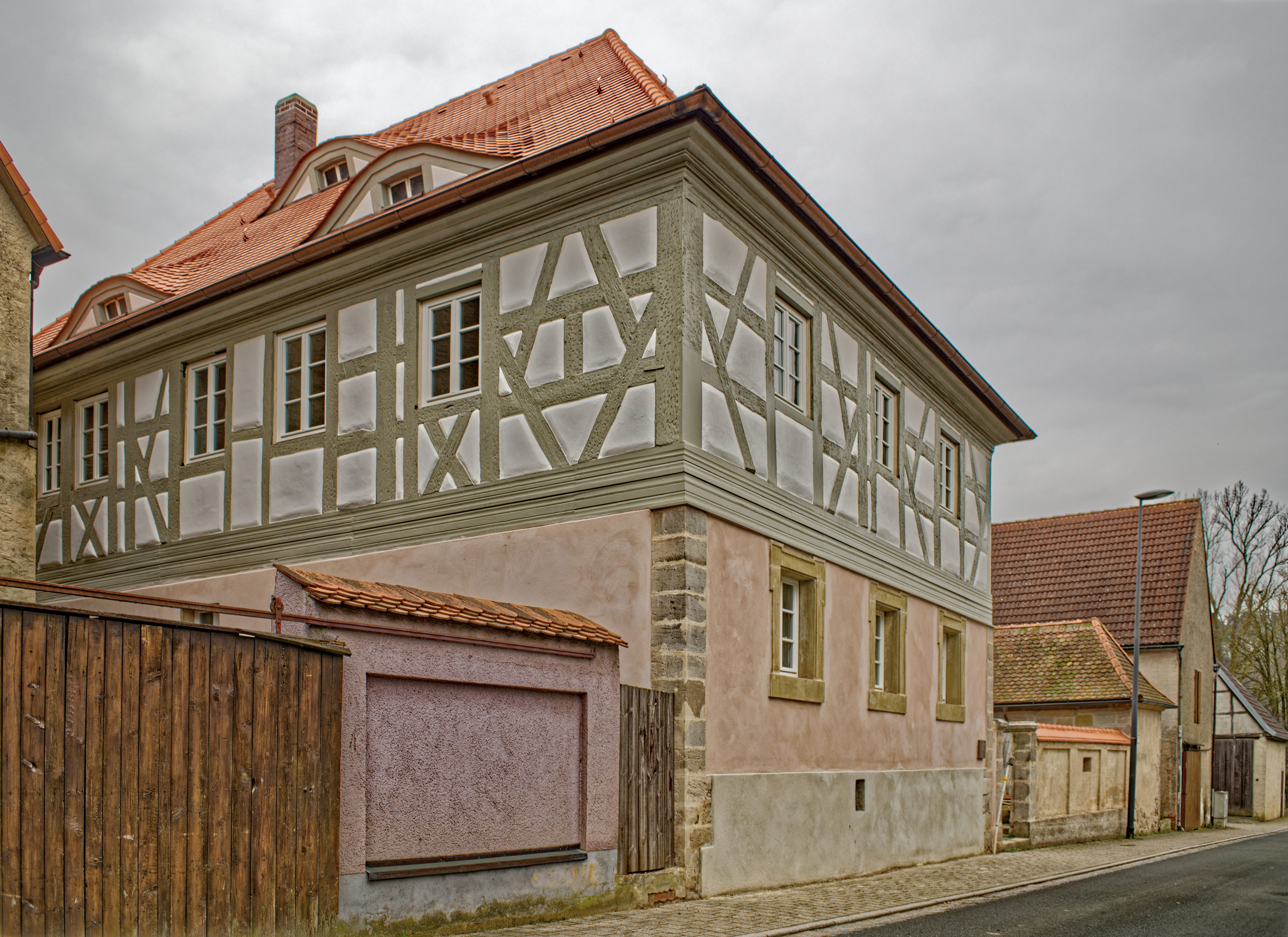
Evangelisches Pfarrhaus in Stübach, Hauptstraße 8

Unter Albrecht Alts Vorfahren waren bis ins 17. Jahrhundert viele Pfarrer und Lehrer. Der Vater, Georg Friedrich Christian Alt (1841–1898), hatte seit 1881 die Pfarrstelle im mittelfränkischen Dorf Stübach inne. Die Mutter Karoline Alt, geb. Alt (1847–1929), eine Pfarrerstochter, war die Schwester des zum Leibl-Kreis zählenden Malers Theodor Alt. Albrecht war das fünfte von sechs Kindern; zwei ältere Schwestern und Albrecht selbst erreichten das Erwachsenenalter, die anderen Kinder starben kurz nach der Geburt. Hans Bardtke zufolge hatte Albrecht Alt eine enge Beziehung zu seiner Mutter und war durch die Religiosität seiner Herkunftsfamilie zeitlebens geprägt.

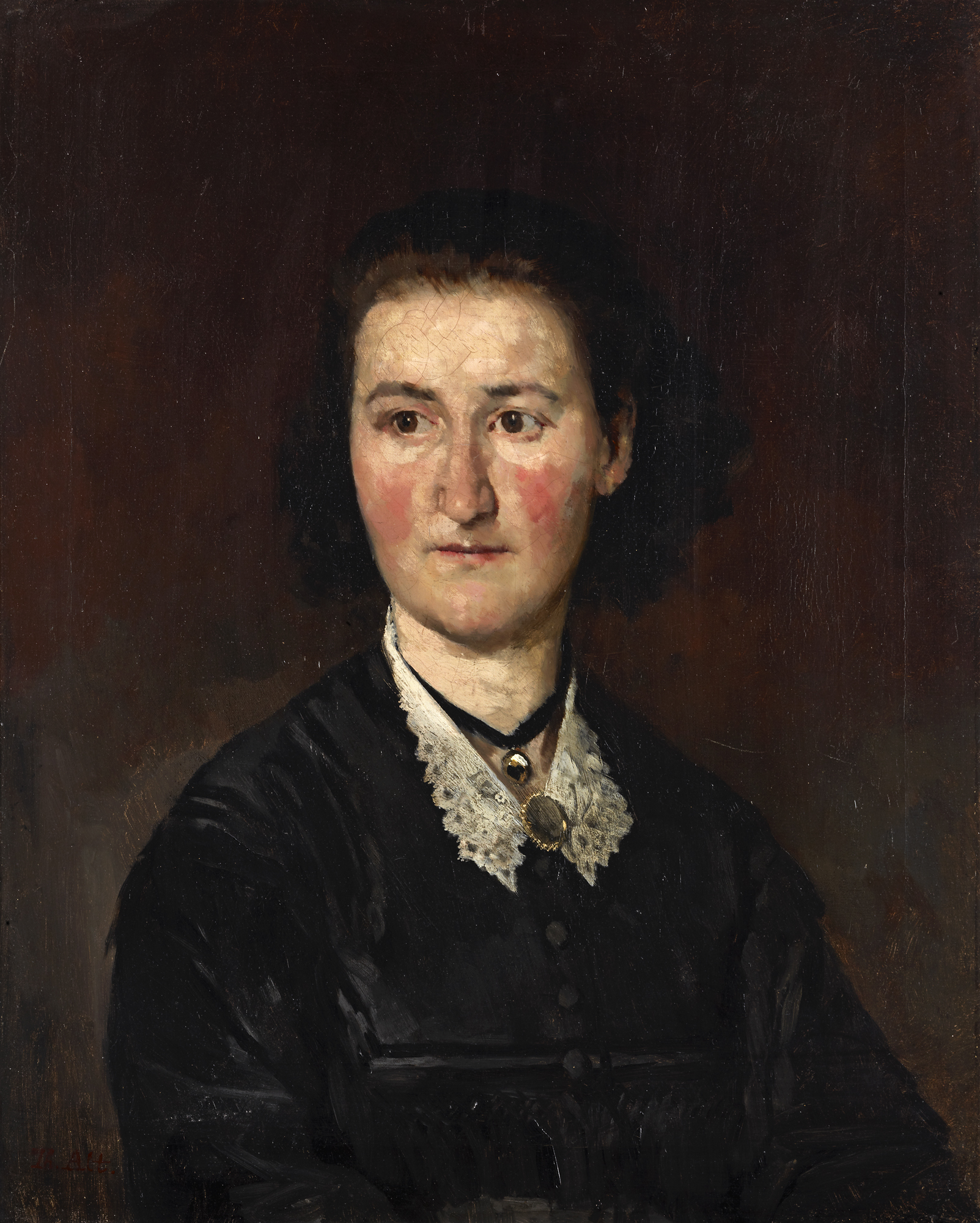
Karoline Alt, geb. Alt (Gemälde von Theodor Alt, 1872/73, Städtische Galerie im Lenbachhaus)

Von 1894 bis 1898 besuchte Albrecht Alt das Progymnasium in Neustadt an der Aisch. Nach dem Tod des Vaters zog der Fünfzehnjährige mit seiner Mutter nach Ansbach und absolvierte von 1898 bis 1902 das dortige Gymnasium. Da er 1902 direkt nach der Immatrikulation in Erlangen das Hebraicum ablegte, hatte er diese Sprache, neben Latein und Altgriechisch, offenbar bereits auf dem Gymnasium gelernt. Otto Eißfeldt meinte sogar, Alt habe schon als Gymnasiast begonnen, „neben dem Hebräischen auch andere morgenländische Sprachen“ zu erlernen.

### Studium in Erlangen und Leipzig
Im Jahr 1902 begann Alt mit dem Studium der Evangelischen Theologie und der Orientalistik an der Universität Erlangen. Doch wirkt es so, als habe Alt in seinem späteren Fachgebiet, dem Alten Testament, in Erlangen eigentlich keinen Lehrer gefunden. In dem zum Examen eingereichten Lebenslauf erwähnte er den Erlanger Ordinarius Wilhelm Lotz nicht. Stattdessen schrieb er, der Privatdozent Justus Köberle habe ihm wichtige Anregungen gegeben. Was er damit meinte, ist unklar.
Alt folgte in Erlangen seinen philologischen Neigungen aus Schulzeiten und lernte Arabisch bei Georg Jacob, danach Aramäisch (mit Syrisch), Akkadisch und Altägyptisch. Für das vierte Semester wechselte er an die Universität Leipzig, wo er bei dem Assyriologen Heinrich Zimmern studierte. Schon als Student fand Alt es unbefriedigend, dass akkadische und altägyptische Quellen meist für sich betrachtet wurden. „Was ihn fesselte, war die Verflechtung der Kulturbereiche und ihre mannigfache Überlagerung im palästinisch-syrischen Raum von ihren ersten Epochen an bis in die Zeiten der frühen Kirchengeschichte.“
In seiner Studienzeit war Alt Mitglied der christlichen Studentenverbindungen Erlanger Wingolf, Leipziger Wingolf und Münchener Wingolf. Später wurde ihm noch das Band des Hallenser Wingolf verliehen.

### Als Münchner Predigtamtskandidat in Jerusalem

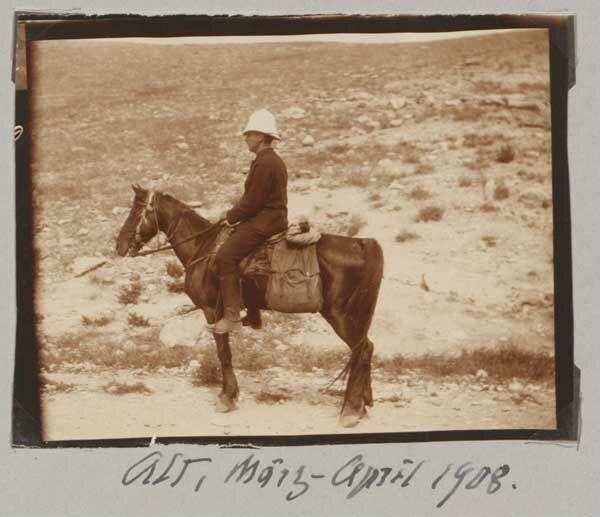
Albrecht Alt bei einer Exkursion während des Palästina-Lehrkurses im Frühjahr 1908

Das Erste Theologische Examen legte Albrecht Alt 1906 ab. Danach besuchte er das Predigerseminar der Bayerischen Landeskirche in München. Ein kirchliches Stipendium ermöglichte ihm von Januar bis Mai 1908 die Teilnahme an einem von Gustaf Dalman geleiteten Lehrkurs des Deutschen Evangelischen Instituts für Altertumswissenschaft des Heiligen Landes in Jerusalem.
Für Alts weiteren Berufsweg waren die Monate in Jerusalem prägend. Er berichtete darüber: „Bei meinem besonderen Interesse am Alten Testament ergab sich als passende Aufgabe von selbst das Studium der historischen Geographie, Topographie und Archäologie, daneben die Beschäftigung mit der an Analogien so reichen modernen Ethnologie und Linguistik. Das Buchstudium trat mir dabei sehr schnell zurück hinter der Ausnützung jeder Gelegenheit zur Gewinnung unmittelbarer Anschauung; so mancher Streifzug durch die Stadt und ihre nähere und weitere Umgebung, allein oder in Gesellschaft, zu Fuß oder zu Pferd, wurde unternommen – von den offiziellen Besichtigungen und Ausflügen abgesehen, deren keinen ich versäumte.“ Insbesondere vertiefte er seine Kenntnisse der arabischen Umgangssprache. Jeder Stipendiat hatte eine wissenschaftliche Arbeit abzuliefern; Alt reichte eine Studie über den Ort Mizpa in Benjamin ein, die 1910 im Palästinajahrbuch des Instituts veröffentlicht wurde.

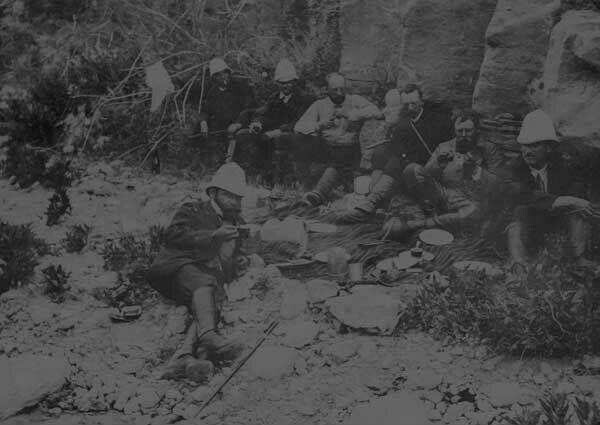
Mittagsrast am 15. April 1908. Im Vordergrund der gehbehinderte Otto Procksch, ganz rechts Albrecht Alt

Während des Jerusalemaufenthalts schloss Alt Freundschaft mit dem neun Jahre älteren Otto Procksch. Dieser war Extraordinarius, später Ordinarius für Altes Testament an der Universität Greifswald und hatte sich beurlauben lassen, um als Mitarbeiter an dem von Dalman geleiteten Jerusalemer Lehrkurs teilzunehmen. Procksch war Monarchist und für seine nationalkonservative Haltung bekannt; die Freundschaft mit Alt hatte zur Folge, dass dieser auch als Konservativer galt.

### Promotion und Extraordinariat in Greifswald
Procksch holte Alt 1908 als Inspektor des Theologischen Studienhauses nach Greifswald. Bei dem Greifswalder Philologen Mark Lidzbarski erwarb Alt gründliche Kenntnisse der antiken Epigraphik. Er verfügte seitdem über das Handwerkszeug, um sowohl über westsemitische als auch griechische und lateinische Inschriften in der Levante publizieren zu können.
Albrecht Alt wurde 1909 aufgrund seiner Arbeit Israel und Ägypten. Die politischen Beziehungen der Könige von Israel und Juda zu den Pharaonen nach den Quellen untersucht und anschließender mündlicher Prüfung zum Lizenziaten der Theologie promoviert; die Habilitation erfolgte bald danach. Alt war nun Privatdozent in Greifswald. Von Israel und Ägypten distanzierte Alt sich später, da das Werk nicht seinen eigenen Qualitätsanforderungen entsprach. Doch war mit den Beziehungen Israels und Judas zu Ägypten ein Thema angesprochen, das Alt weiterhin wichtig blieb.
Im Jahr 1912 wurde Alt außerordentlicher Professor in Greifswald und ließ sich für einen weiteren Palästinaaufenthalt beurlauben. Im Winter 1912/1913 war er Mitarbeiter des Jerusalemer Instituts, also in der Rolle, die in seiner eigenen Stipendiatenzeit Procksch eingenommen hatte.

### Als Basler Ordinarius im Ersten Weltkrieg
Die Theologische Fakultät der Universität Basel erwog, Alt neben Bernhard Duhm auf den zweiten alttestamentlichen Lehrstuhl zu berufen. Für Alt sprach, dass er, wenngleich er Lutheraner und weniger theologisch interessiert war, „kirchlich rechts stand und somit auf die Stiftungsprofessur zu passen schien.“ Gegen ihn sprach, dass er wenig publiziert hatte. Die Fakultät zögerte. Tatsächlich war Alt nur im Sommersemester 1914 in Basel tätig. Dann begann der Krieg, und Alt gelang es, in Palästina eingesetzt zu werden, wohin es ihn ohnehin sehr stark zog. Die Palästinafront war ein Nebenkriegsschauplatz des Ersten Weltkriegs.

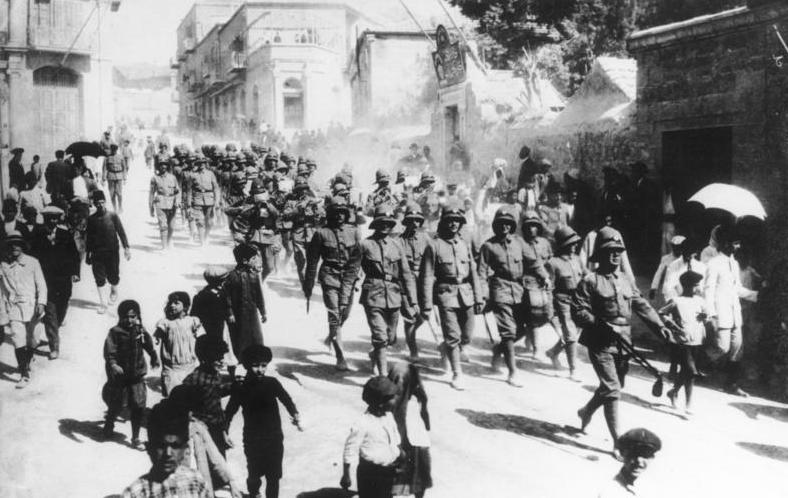
Deutsche Soldaten in Jerusalem, 1916/1917

Alt leistete die zweite Hälfte seines Heeres-Sanitätsdienstes ab 1916 in der Deutschen Orientarmee als Sanitätsunteroffizier ab. Das gab ihm die Möglichkeit zur Betreuung des verwaisten Jerusalemer DEI. Im November 1917 wurde er in Jerusalem noch als Unteroffizier zum aktiven Wehrdienst eingezogen. Während die meisten deutschen Truppen die Stadt bereits verließen, wurde Alts Einheit zum Schutz der Auguste-Viktoria-Stiftung auf dem Ölberg abgeordnet. Ohne selbst in die Kämpfe einzugreifen, beobachtete sie den englischen Angriff auf Jerusalem bei Nabi Samwil und Ain Karim und wurde am Morgen des 2. Advent von der bevorstehenden Kapitulation der Stadt überrascht: „kein Schuß fiel, keine Batterie, keine Schützenlinie war zu sehen, still lag die Stadt, die ich selten vom Ölberg so klar und schön gesehen, vor uns.“ So verließ Alt Jerusalem am 9. Dezember mit den letzten deutschen Soldaten. Sie gelangten nach Nazareth, wo die kleine Einheit aufgelöst wurde. Alt kam als Spezialist für die Schreibung arabischer Ortsnamen zu einer Vermessungsabteilung. Die Universität Basel rief Alt im Laufe des Jahres 1918 zu seiner Lehraufgabe in die Schweiz zurück. Daher erlebte er die schwere Niederlage der verbündeten osmanischen und deutschen Armeen in der Schlacht bei Megiddo nicht mehr mit.
Alts wichtigstes Projekt in den Nachkriegsjahren war 1921 die Edition der griechischen Inschriften der Palaestina tertia in der Reihe der Wissenschaftlichen Veröffentlichungen des Deutsch-Türkischen Denkmalschutzkommandos. Die an sich „kurzen und wenig originellen“ Inschriften, denen aber wegen spärlicher literarischer Nachrichten über diese römische Provinz größere Bedeutung zukommt, trug er akribisch zusammen.

### Ordinarius in Leipzig

#### Lehrkurse des DEI in Jerusalem (1924 bis 1931)
Zum Sommersemester 1921 wurde Albrecht Alt auf eine Professur an der Theologischen Fakultät Halle berufen, blieb aber nur wenige Monate. Die Leipziger Fakultät wollte Alt als Nachfolger Rudolf Kittels, um damit ihre konservative Tradition fortzusetzen. Seine Leipziger Zeit begann mit einer längeren Beurlaubung: Am 7. Dezember 1921 wurde Alt zum Leiter des Deutschen Evangelischen Instituts (DEI) in Jerusalem ernannt.

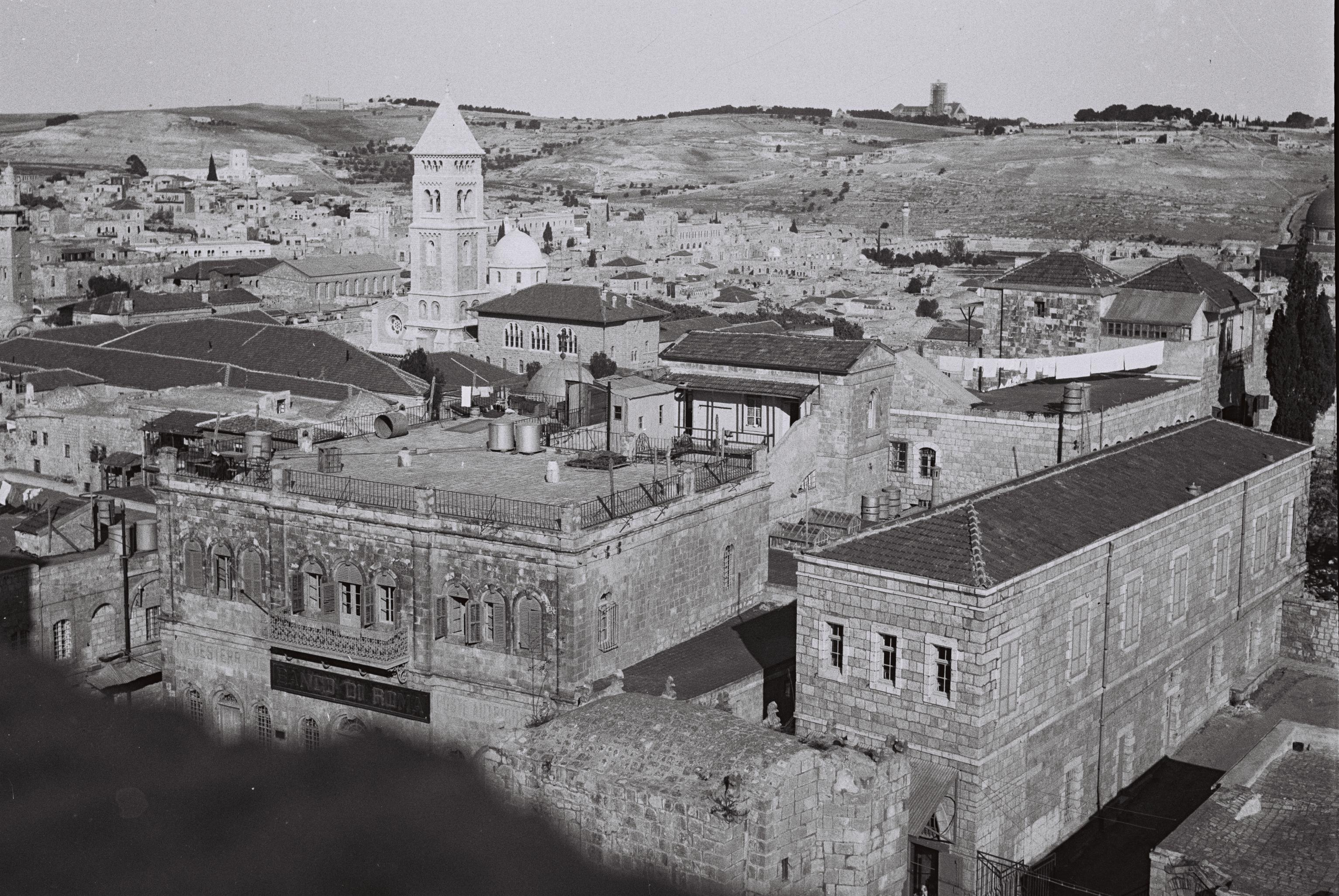
Christliches Viertel von Jerusalem mit lutherischer Erlöserkirche (1934)

Eigentlich sollte Dalman die Institutsarbeit wieder aufbauen und war dazu nach Jerusalem gereist. Er hatte sich aber durch eine im August 1914 veröffentlichte antibritische Erklärung unmöglich gemacht und verließ das Mandatsgebiet im Dezember 1921. Wenige Tage später traf Alt in Jerusalem ein. Er war politisch unbelastet und galt als fachlich hoch qualifiziert. Alt war aber nicht nur Repräsentant des DEI, sondern auch Vertreter mehrerer evangelischer deutscher Organisationen sowie lutherischer Propst von Jerusalem. Seine Arbeitsbedingungen waren denkbar ungünstig: Die Bibliothek und die von Dalman aufgebaute landeskundliche Sammlung wurden magaziniert. Für Stipendien war kein Geld da. Alt hielt Vorträge über Archäologie und Landeskunde Palästinas, die schon seine von Dalman verschiedene Schwerpunktsetzung zeigten: Die historische Dynamik interessierte ihn, nicht das vermeintlich seit biblischen Zeiten Unveränderte.
Als die Universität Leipzig Alt im Frühjahr 1923 zurückrief, wurde der Berliner Alttestamentler Hans Wilhelm Hertzberg sein Nachfolger als Propst von Jerusalem und sein Stellvertreter in den übrigen Belangen. Am 6. Dezember 1923 fiel der Beschluss, das DEI weiterzuführen mit Alt als Leiter und Hertzberg als dessen Mitarbeiter. In den Semesterferien von August bis Oktober sollte Alt jährlich für eine handverlesene Gruppe von Theologen (d. h. eine einstellige Zahl von Stipendiaten und einige selbst zahlende Gäste) landeskundlich-archäologische Kurse anbieten. Dafür stand ihm ein Tagungsraum im Hospiz der Jerusalemstiftung im Muristan zur Verfügung; hier wurde auch die Institutsbibliothek aufgestellt. Alt bedauerte, dass das DEI neben der Lehre nur unzureichend der Forschung dienen konnte. Seine eigene Forschung betrieb Alt im Kontext der Lehrkurse. Grabungstätigkeit gehörte nicht zum Programm; Alt hat nie an einer Ausgrabung teilgenommen, geschweige eine geleitet. Er betonte den Wert der Feldbegehungen, die ein Schwerpunkt seiner Kurse waren. Doch bleibt als Defizit, dass das DEI zur Biblischen Archäologie keinen Beitrag leistete und Alt nur die Grabungsberichte anderer auswertete.
Seit Jahresbeginn 1926 hatte Alt zusätzlich den Vorsitz des traditionsreichen Deutschen Palästina-Vereins mit Sitz in Leipzig inne.
Aufsehen erregte Alts Rede anlässlich des 75-jährigen Bestehens des Jerusalemsvereins am 20. Februar 1928 in Berlin. Er sprach hier als ehemaliger Propst von Jerusalem. Als Folge des Ersten Weltkriegs sei die Bildung selbständiger evangelisch-arabischer Gemeinden das Gebot der Stunde. Diese arabischen Christen seien durch die „Mächte der abendländischen, religionslosen technischen Civilisation“ gefährdet. Da zeigt sich eine antimoderne Einstellung. Dazu passen Klagen über „Europäisierung“ und „Amerikanisierung“ Palästinas, die sich in Alts Publikationen seit den 1920er Jahren immer wieder finden. Alts Aufruf entsprechend wurde 1929 die palästinensisch-evangelische Gemeinde Jerusalem gegründet. Im Raum Bethlehem bestanden aber weiter „Missionsgemeinden“ alten Stils, die auf die Tätigkeit des Jerusalemsvereins zurückgingen und organisatorisch vom deutschen Missionsleiter abhängig waren.
Im Juni 1928 beschloss der Verwaltungsrat, die Stelle des DEI-Direktors mit ständigem Wohnsitz in Jerusalem wieder zu besetzen. Alt hatte große Pläne. In der Zeitschrift des Deutschen Palästina-Vereins entwarf er Anfang 1929 das Programm einer Palästinaforschung als Zusammenführung der analytischen Arbeit der Einzelwissenschaften (Kartographie, Geologie, Botanik, Archäologie, Epigraphik usw.) „zu einer neuen Synthese, zu einem getreuen geistigen Abbild der ganzen Wirklichkeit Palästinas.“ Aber es kam ganz anders.

Britischer Militärposten am Jaffator während der schweren Unruhen in Jerusalem, August 1929

Die Teilnehmer des sechsten Lehrkurses waren gerade eingetroffen, da brachen (wie Alt es formulierte) am 23. August 1929 „nicht unerwartet und doch überraschend jene beklagenswerten Unruhen aus, in denen sich die seit langem gärende Erregung des arabischen und jüdischen Bevölkerungsteils Palästinas gegeneinander grausig entlud.“ Dass da etwas gärte, war Alt bei einer Exkursion im Herbst 1928 klar geworden: Arabische Bauern hielten die deutschen Theologen für Juden und ließen das Tränken ihrer Pferde nicht zu. Die Unruhen im Herbst 1929 schränkten das Kursprogramm erheblich ein. Bei den Exkursionen kam es zu „ein paar unbehagliche[n] Szenen unterwegs“.
Die Weltwirtschaftskrise ließ die Zahl der Teilnehmer in den Folgejahren einbrechen. Lehrkurse fanden ab 1932 nicht mehr statt. Alt bot nur noch verkürzte Exkursionsprogramme für einige Gäste an, die dann meist per Automobil absolviert wurden. Er reiste 1935 zum letzten Mal überhaupt nach Palästina. Es war ein Kurzbesuch mit Ernst Sellin und Joachim Jeremias, bei dem die jeweiligen Forschungen weitergeführt werden sollten. Alt publizierte anschließend seine Beobachtungen zum Straßennetz und zur Grenzsicherung der römischen Kaiserzeit in der Region zwischen Maʿan und Akaba.

#### Alts Assistenten
Albrecht Alt hatte das Leipziger Ordinariat als Nachfolger von Rudolf Kittel angetreten. Zwischen ihm und Alt entstand eine gute kollegiale Beziehung. Martin Noth hatte in Leipzig studiert und an Kittels letztem Seminar in Leipzig teilgenommen, war insofern also ein Kittel-Schüler. An der Universität Greifswald reichte er eine von Kittel angeregte Arbeit über altisraelitische Personennamen als Dissertation (1926) und Habilitation (1927) ein. Dann ließ er sich nach Leipzig umhabilitieren und war für zwei Semester Alts Assistent. Mit ihm sprach er seine 1930 veröffentlichte Untersuchung über das System der zwölf Stämme Israels durch. Im gleichen Jahr erschien Alts Essay Die Staatenbildung der Israeliten in Palästina (siehe unten); darin gebrauchte er ebenso wie Noth das Konzept des sakralen Zwölfstämmebunds (Amphiktyonie), d. h. ein gemeinsames JHWH-Heiligtum an wechselnden Orten wurde von allen israelitischen Stämmen besucht. Ob Alt das Konzept der Amphiktyonie von Noth übernahm oder umgekehrt, ist unsicher.
Otto Procksch war unterdessen 1925 von Greifswald nach Erlangen gewechselt und begleitete dort die Promotion Gerhard von Rads. Procksch empfahl ihm, nach Leipzig zu gehen und Alt zu hören. So war von Rad seit 1928 öfter in Leipzig, und als Noth zum Sommer 1930 einen Ruf an die Universität Königsberg erhielt, bot Alt von Rad an, die freiwerdende Assistentenstelle zu übernehmen. Von Rad willigte ein und ließ Erlangen, Procksch und die Aussicht auf ein bayerisches Pfarramt hinter sich. Vier Jahre war er Alts Assistent, zweimal reiste er mit ihm nach Palästina. Im Jahr 1934 wurde Gerhard von Rad an die Universität Jena berufen.
Karl Elliger hatte 1929 als Stipendiat an einem von Alts Lehrkursen teilgenommen. Im Jahr 1933 kehrte er als Mitarbeiter Alts an das DEI in Jerusalem zurück, und 1934 holte ihn Alt auf die freigewordene Assistentenstelle nach Leipzig. Aber schon 1935 übernahm Elliger eine Lehrstuhlvertretung an der Universität Kiel. Elligers Nachfolger als Assistent Alts wurde Rudolf Meyer, der 1939 zum Kriegsdienst eingezogen wurde.

#### Neubearbeitung der Biblia Hebraica (1929 bis 1937)

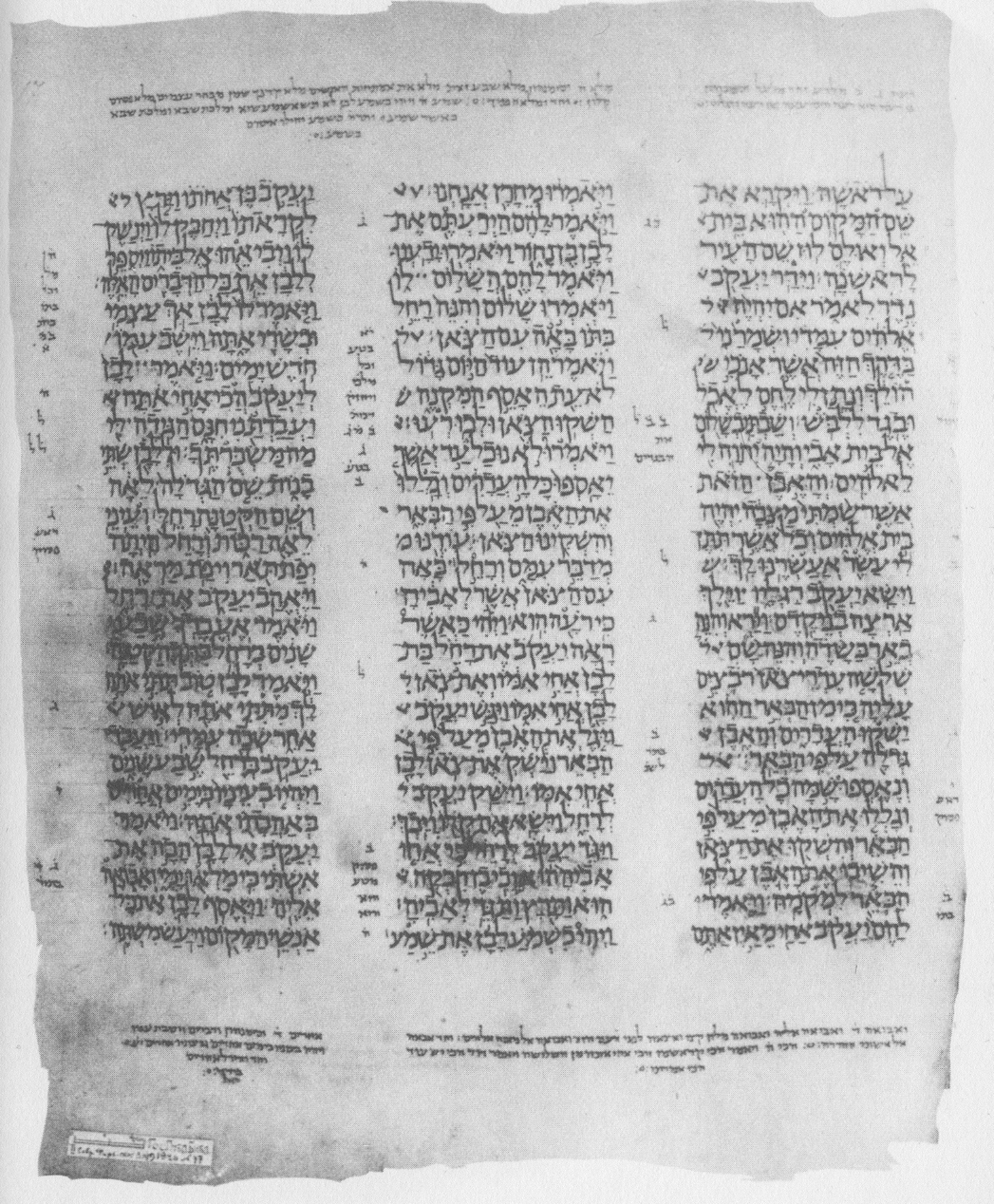
Seite des Codex Leningradensis mit dem Text Gen 28,18–29,22

Nach dem Tod Rudolf Kittels am 20. Oktober 1929 beauftragte die Württembergische Bibelgesellschaft Albrecht Alt (federführend) und Otto Eißfeldt mit der von Kittel initiierten Neuedition der Biblia Hebraica. Sie legte nicht mehr den spätmittelalterlichen Mischtext der Rabbinerbibel zugrunde, sondern die älteste vollständige Handschrift der Hebräischen Bibel, den Codex Leningradensis. Das war ein Paradigmenwechsel. Paul Kahle hatte die Ausleihe dieses frühmittelalterlichen Codex aus der Russischen Öffentlichen Bibliothek an die Universität Leipzig vermittelt, wo Blatt für Blatt fotografiert worden war.

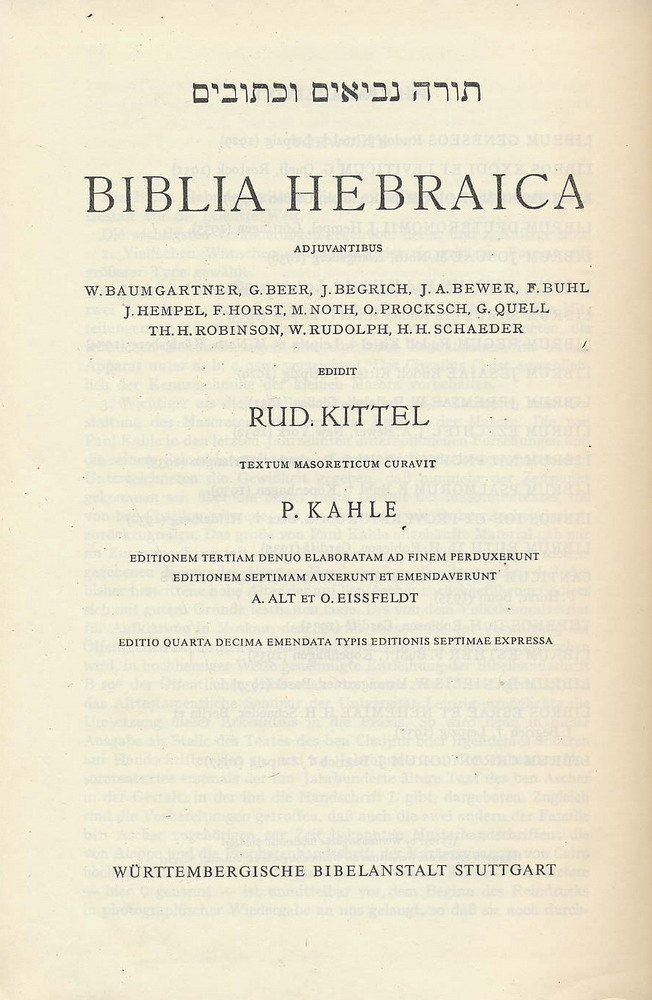
Titelblatt der Biblia Hebraica, 3. Ausgabe

Alt nahm den Auftrag an, weil dies Kittels Wunsch gewesen war; er fühlte sich auch an die von Kittel festgelegten editorischen Grundsätze gebunden, obwohl er selbst teilweise anderer Meinung war. Er teilte sich mit Eißfeldt die Arbeit so, dass er die Bücher der Tora und der Neviʾim rischonim übernahm und Eißfeldt die Bücher der Neviʾim ʾacharonim und die Ketuvim. Im Ergebnis war die Biblia Hebraica3 allerdings keine diplomatische Edition des Codex Leningradensis, sondern der Versuch, mit Konjekturen, Emendationen und Ergänzung der Randmasora einen idealen Ben-Ascher-Text zu rekonstruieren. Das entsprach der klassischen Editionsphilologie des 19. Jahrhunderts. Trotzdem „verschob sich das Primat der Deutungshoheit über den Text der hebräischen Bibel von England nach Deutschland,“ nämlich von der British and Foreign Bible Society zur Württembergischen Bibelgesellschaft, als die Einzelfaszikel der Biblia Hebraica3 in den 1930er Jahren erschienen. Zugleich wurden die politischen Rahmenbedingungen für die Erforschung der Hebräischen Bibel im Deutschen Reich immer ungünstiger.

#### Als Alttestamentler im NS-Staat
Der Judaist Lazar Gulkowitsch leitete die dem Leipziger Alttestamentlichen Seminar angegliederte spätjüdische Abteilung. Sie war auf Initiative Kittels eingerichtet worden und befasste sich mit der Rabbinischen Literatur. Gulkowitsch wurde als Jude direkt nach der Regierungsübernahme der Nationalsozialisten entlassen. Um wenigstens den Bestand dieser Abteilung zu sichern, schlug Alt im Januar 1934 dem Ministerium für Volksbildung in Dresden die Angliederung an das Neutestamentliche Seminar vor. Das Lektorat ändere freilich seinen Charakter „wenn, wie es den Anschein hat, seine Besetzung mit einem jüdischen, von früher Jugend an in der jüdischen Wissenschaft heimisch gewordenen Gelehrten bis auf weiteres außer Betracht bleiben muss.“ Er empfahl seinen Assistenten Rudolf Meyer. Mit Meyer konkurrierte Paul Fiebig, der die Leitung der spätjüdischen Abteilung schließlich als eine Art unbezahlten Nebenjob übernahm. Der Neutestamentler Johannes Leipoldt setzte sich für eine Assistentenstelle Meyers in der spätjüdischen Abteilung ein. Fiebig und Leipoldt gehörten ab 1939 dem Institut zur Erforschung und Beseitigung des jüdischen Einflusses auf das deutsche kirchliche Leben in Eisenach an; Meyer hatte sich auch zur Mitarbeit in diesem Institut bereit erklärt, wurde aber zum Kriegsdienst eingezogen. Dirk Schuster urteilt: „Das Leipziger Beispiel um Lazar Gulkowitsch veranschaulicht, wie in kürzester Zeit aus einer jüdischen eine antijüdische Wissenschaft des Judentums … entstehen konnte“ – nicht mit Alts Zustimmung, aber mit seiner Beteiligung.
Anfang 1934 gab es im Leipziger Auditorium maximum eine Vortragsreihe unter dem Titel Führungen zum Christentum. Nachdem der „Weg der Germanen“ vorgestellt worden war, hatten Albrecht Alt, Joachim Begrich und Gerhard von Rad im Februar 1934 die Möglichkeit, einen „Weg durch das Alte Testament“ aufzuzeigen. Alt gab diese drei Vorträge in Buchform heraus: Führung zum Christentum durch das Alte Testament. Alts Vorbemerkungen setzten sich kritisch mit den Argumenten von Theodor Fritsch (Der falsche Gott. Beweismaterial gegen Jahwe, 1911) auseinander. In seinem Vortrag, betitelt Der Grundbestand, erläuterte Alt die Grundlagen der Religion Israels, wie sie schon in der Frühzeit gelegt worden seien: der sakrale Zusammenschluss der Stämme zur JHWH-Verehrung, der zugleich rechtliche und ethische Konsequenzen im Alltagsleben hatte; JHWH als Herr der Geschichte und das in Gen 12,1–3  formulierte Ziel der Erwählung Israels, Segen für die ganze Menschheit zu werden.
Die Beziehung der Bekennenden Kirche (BK) zu den theologischen Fakultäten an staatlichen Universitäten war generell schwierig und seitens der BK von Misstrauen geprägt. Da Theologieprofessoren Staatsbeamte waren, hatte der Staat weitreichende Einflussmöglichkeiten. In der BK wurde dagegen der Aufbau eigener kirchlicher Ausbildungsstrukturen favorisiert. Hans von Soden war als Marburger Professor für Kirchengeschichte und zugleich Vorsitzender des Landesbruderrats von Kurhessen-Waldeck eine Ausnahme. Er setzte sich in der BK dafür ein, die Fakultäten nicht vorschnell abzuschreiben. Am 5. Januar 1935 fand auf seine Initiative hin in Berlin-Dahlem der Evangelische Fakultätentag statt, ein Treffen von BK-nahen Hochschullehrern. Aus Leipzig nahmen Alt, Begrich und Elliger teil. Die dortigen Beschlüsse blieben aber folgenlos.
Der Göttinger Lutherspezialist und überzeugte Nationalsozialist Emanuel Hirsch vertrat in seiner Publikation Das Wesen des Christentums 1939 die These, Jesus sei der Rasse nach kein Jude gewesen. Alt begründete gegen Hirsch territorialgeschichtlich, warum die Bevölkerung Galiläas seit hellenistischer Zeit größtenteils jüdisch gewesen sei (Galiläische Probleme 5: Die Umgestaltung Galiläas durch die Hasmonäer, 1939). Die Deutschen Christen (DC) machten die These des „arischen“ Jesus populär. Alt wurde als Vertreter der Gegenposition in der Anfangsphase des Zweiten Weltkriegs oft zu Vorträgen eingeladen; er nannte das eine Reisetätigkeit aufgrund seiner „galiläischen Probleme“.
Bernhard Rust, der Reichsminister für Wissenschaft, Erziehung und Volksbildung, strebte die Schließung der Theologischen Fakultät Leipzig an. Dies war dem NS-Gauleiter von Sachsen, Martin Mutschmann, ein Anliegen, und das DC-geführte sächsische Landeskirchenamt tat nichts, um die Fakultät zu schützen. Die Fakultätsleitung konnte aber im Januar 1940 und erneut im Herbst 1942 die Schließung abwenden.
Seit 1941 musste Alt die alttestamentliche Wissenschaft einschließlich des Hebräischunterrichts in Leipzig alleine bestreiten. In dieser Zeit widmete er über 20 Wochenstunden, einmal sogar 29, der akademischen Lehre. Während Alt in seinen zahlreichen wissenschaftlichen Publikationen kaum aktuelle Bezüge herstellte, scheint er sich in Lehrveranstaltungen regimekritisch geäußert zu haben. Er wurde deswegen Anfang 1943 beim Reichsministerium für Volksaufklärung und Propaganda denunziert; dies hatte für ihn aber keine Konsequenzen.
Die Bombardierung Leipzigs am 4. Dezember 1943 durch die Royal Air Force zerstörte große Teile der Innenstadt, auch die Einrichtungen der Theologischen Fakultät. Die Bibliothek sowie die ethnologische und archäologische Sammlung des Deutschen Palästina-Vereins waren Totalverlust. Noch immer war Alt dessen Vorsitzender. Das Wohnhaus der Eheleute Alt (Grassistr. 40, Leipzig Zentrum Ost) wurde durch in der Nähe niedergehende Sprengbomben ebenfalls beschädigt, doch konnten die Anwohner auftretende Brände selbst löschen. Alt beschrieb diese Nacht in einem Brief an den Ägyptologen Georg Steindorff: „Ich selbst habe dabei so lange im beizenden Qualm d. Brände gestanden, dass ich am nächsten Morgen d. Augen nicht öffnen konnte u. von meiner Frau geführt werden musste.“ Der Befehl zum Kriegseinsatz der Studenten am 6. September 1944 brachte den Universitätsbetrieb zum Erliegen.
Seiner Personalakte im Universitätsarchiv Leipzig zufolge erklärte Alt im Rückblick auf die Jahre 1933 bis 1945, er habe als Professor für Altes Testament seine Aufgabe darin gesehen, die „wissenschaftlichen Belange“ zu wahren und in die Zukunft hinüberzuretten.

#### Nachkriegszeit

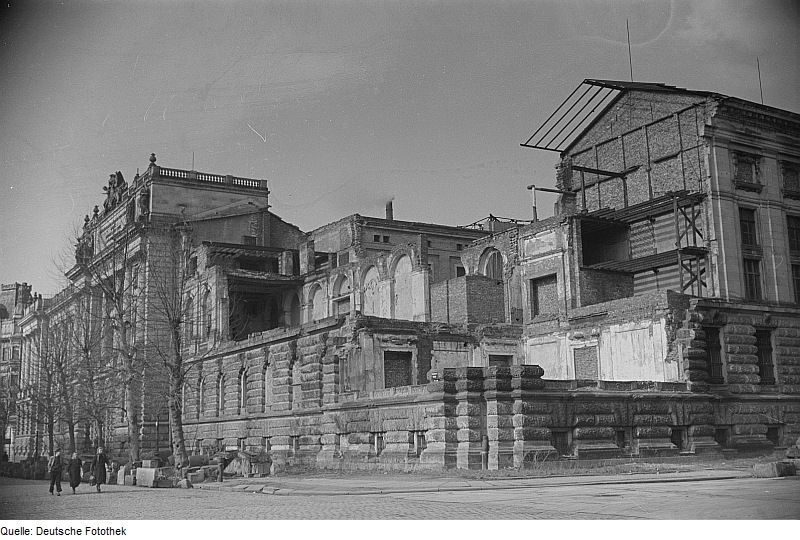
Kriegsschäden am Hauptgebäude der Universitätsbibliothek, 1953

Am 18. April 1945 wurde Leipzig von amerikanischen Truppen besetzt. Die Militärbehörden genehmigten die Neuwahl eines Rektors der Universität; in Frage kamen dafür politisch unbelastete Wissenschaftler. Hans-Georg Gadamer schlug den Klassischen Archäologen Bernhard Schweitzer, den Kulturphilosophen Theodor Litt und den Theologen Albrecht Alt vor. Schweitzer wurde am 16. Mai 1945 gewählt. Im Fach Altes Testament war Alt weiterhin für das gesamte Lehrangebot zuständig und zusätzlich Dekan der Theologischen Fakultät. 1947 beschrieb er in einem Brief an Steindorff seine Arbeitsbedingungen: Das Dekanat sei „ein unter den gegenwärtigen Verhältnissen ebenso zeitraubendes wie undankbares Amt, bei dem man leichter zum Liquidator als zum Restaurator seiner Fakultät werden kann.“ Er fragte sich, ob er Steindorffs koptische Grammatik, die gerade in den Druck ging, jemals sehen werde. „Einstweilen werden wir hier ja immer noch durch radikale Postsperre für alle Drucksachen ‚bestraft‘…“
Als nach Kriegsende der akademische Betrieb in Göttingen wieder aufgenommen wurde, versuchte Gerhard von Rad, Alt auf den zweiten alttestamentlichen Lehrstuhl der Georg-August-Universität zu bringen. Es kam zu offiziellen Verhandlungen, aber Alt fühlte sich verpflichtet, in Leipzig zu bleiben. Georg-Siegfried Schmutzler, der 1946 bis 1951 in Leipzig studierte, beschreibt rückblickend, wie er Alt in Vorlesungen und Seminaren erlebte: Bei ihm „war Theologie nichts Fertiges, sondern ein immer neu spannendes dynamisches Geschehen.“ Dazu trug Alts didaktische Begabung bei. Sitzend, doch mit ganzem Körpereinsatz pflegte er zu dozieren, stets im Augenkontakt mit seinen Hörern. Als Exeget weigerte sich Alt, seinen Hörern die Bibeltexte für die Gegenwart zu erschließen. Predigtvorbereitung sei nicht seine, sondern ihre künftige Aufgabe.
Albrecht Alt in späteren Jahren

Link zum Bild

Albrecht Alt war einer von mehreren auch international bekannten Theologieprofessoren, die keine Ausreise aus der DDR anstrebten. Für Alt- und Neutestamentler sowie Kirchenhistoriker war es nach Einschätzung von Kurt Nowak möglich, ihre Arbeit nach den gewohnten Standards weiterzuführen, wenn es auch Schwierigkeiten beim Zugang zu Fachliteratur oder bei der internationalen wissenschaftlichen Kommunikation gab. Systematiker und Praktische Theologen, deren Themenstellungen das Leben von Christen in der DDR direkter betrafen, waren stärkerer staatlicher Repression ausgesetzt.
Als 1951 die erste Ausgabe der Fachzeitschrift Vetus Testamentum bei Brill in Leiden erschien, stammte der erste Artikel (Das Königtum in den Reichen Israel und Juda, siehe unten) aus der Feder von Albrecht Alt. Das war als Ansage gemeint. Das Flaggschiff der deutschsprachigen alttestamentlichen Wissenschaft, die ZAW, wurde nämlich von Johannes Hempel herausgegeben, der dem NS-Staat sehr positiv gegenüberstand. Während des Krieges war er Militärpfarrer gewesen und hatte sich in der ZAW öfter mit markigen Botschaften von der Front gemeldet. Nach Kriegsende blieb Hempel Herausgeber der ZAW, von seiner NS-Vergangenheit distanzierte er sich nur halbherzig. Daraufhin entschieden Alt, Noth und von Rad, nicht mehr in der ZAW zu publizieren. Noth trat dem Herausgeberkreis von Vetus Testamentum bei. Dieser Artikel in Vetus Testamentum ist aber für Alts Publikationen der 1950er Jahre untypisch. Ihn interessierte nun vorrangig die Edition von Texten aus Ugarit, Alalach und Karatepe-Arslantaş.
Die Funde der Schriftrollen vom Toten Meer stellten die Textkritik der Hebräischen Bibel auf eine neue Grundlage. Die früh edierten, gut erhaltenen Schriftrollen (z. B. Große Jesajarolle, Habakuk-Pescher) betrafen den Teil der Biblia Hebraica3, für den Otto Eißfeldt zuständig war. Albrecht Alt beobachtete aufmerksam, ob sich auch etwas für die von ihm bearbeiteten Bücher ergab, und ergänzte bei der Vorbereitung der 7. Auflage (1951) zweimal (in Lev 20,21  und Dtn 31,1 ) den Apparat, weil er den Text der Qumran-Handschriften als dem überlieferten Text überlegen einstufte.
Im Jahr 1953 entsprach Alt zahlreichen Bitten seiner Schüler und gab eine zweibändige Auswahl seiner Essays unter dem Titel Kleine Schriften zur Geschichte des Volkes Israel heraus (ein dritter Band erschien postum 1959). „Bis in seine letzten Lebensjahre hinein außerhalb Leipzigs eher so etwas wie ein Geheimtipp unter Kennern, war Alt seitdem ein vielgelesener, ein weltberühmter Gelehrter.“
Während der Leipziger akademischen Sommerferien hielt Alt Gastvorlesungen in der Bundesrepublik: mehrfach in Tübingen (1951, 1952, 1953, 1955) und je einmal in Göttingen (1953) und Heidelberg (1955). Pläne, den Staat Israel zu besuchen, zerschlugen sich. Smend vermutet, dass Alt daran auch nicht sehr viel lag. Ihm sei bewusst gewesen, dass jenes Palästina, das er in den 1920er Jahren erforscht und in Kursen vermittelt hatte, so nicht mehr existierte. Wie Alt in Israel wahrgenommen wurde, zeigt der Nachruf im Israel Exploration Journal: „ein belesener Gelehrter der alten deutschen Schule, gekennzeichnet durch hohe Standards wissenschaftlicher Korrektheit und Freiheit von rassistischer Arroganz.“

### Letzte Lebensjahre

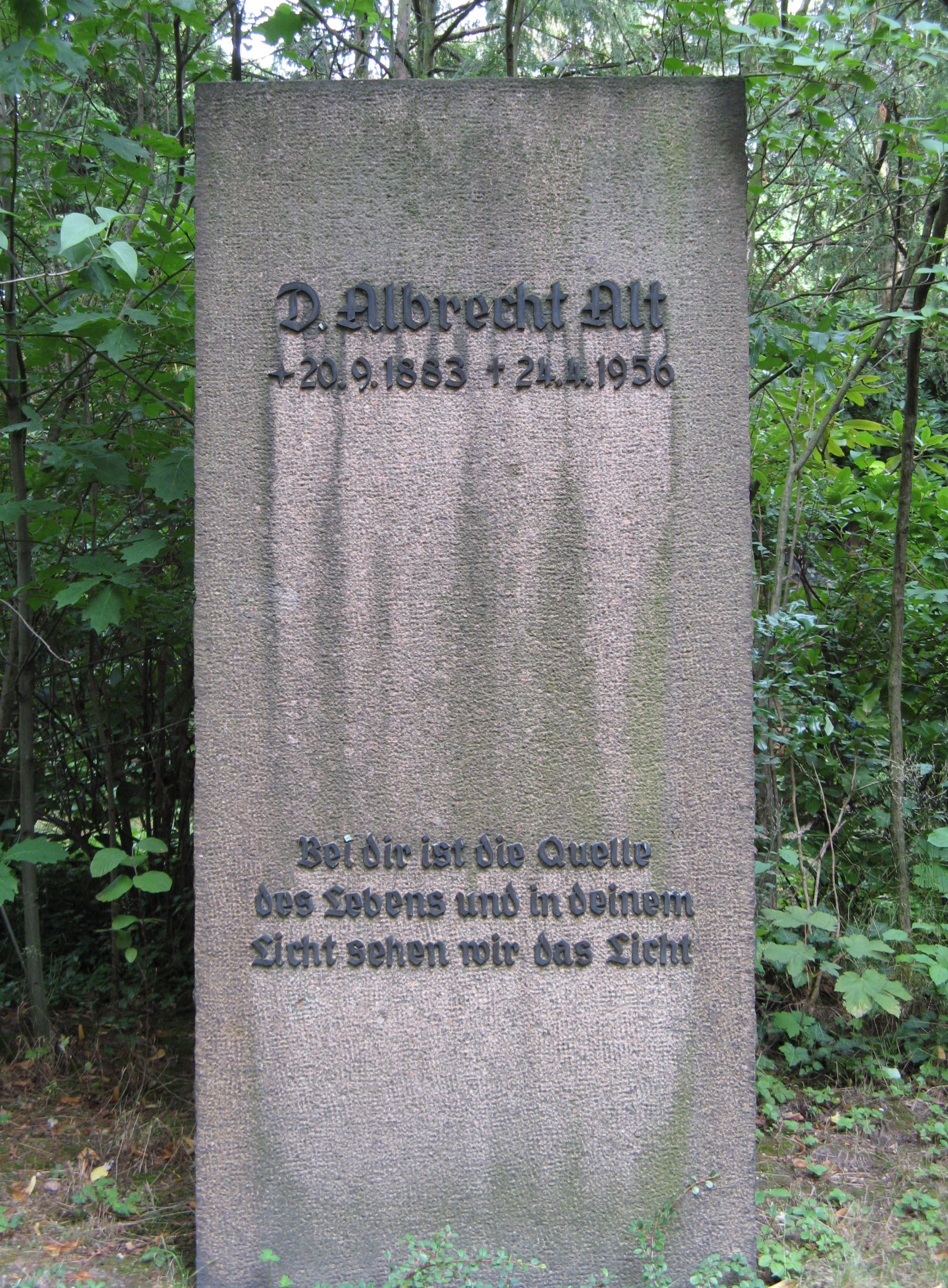
Grabstein von Albrecht Alt auf dem Leipziger Südfriedhof

Albrecht Alt erfreute sich jahrzehntelang einer robusten Gesundheit. Nachdem bei ihm Lungenkrebs diagnostiziert worden war, schränkte sich sein Tätigkeitsradius immer mehr ein. An der Universität Leipzig lehrte er noch im Winter 1955/56. Zuhause war er weiterhin wissenschaftlich tätig. Sein Mitarbeiter und Nachfolger Hans Bardtke schrieb über diese letzte Lebensphase: „Nach Ostern 1956 begab er sich in stationäre Behandlung, und es konnte den Anschein haben, als ob mit dem Verlassen der gewohnten Umgebung auch der Zusammenbruch des Lebenswillens und der Lebensenergie gegeben gewesen sei.“ Zwei Wochen später starb er.
Die Trauerfeier in der Universitätskirche fand am 28. April 1956 statt. Albrecht Alts Grab befindet sich auf dem Leipziger Südfriedhof. Er hinterließ die Witwe Hildegard Alt geb. Lange, eine promovierte Kunsthistorikerin und Lektorin, mit der er seit 1938 verheiratet war. Die Eheleute hatten keine Kinder.

## Werk
Die territorialgeschichtliche Methode im Sinne Alts interpretiert Grenzveränderungen auf die „inneren Kräfte und Rechte“ hin, die sie bewirkt haben. Alt interessierte sich für ähnliche Fragestellungen in Bezug auf Spätantike und Frühmittelalter, insbesondere für die süddeutsche Limesforschung. Den in Bezug auf die Germanen bereits gängigen Begriff Landnahme übertrug Alt auf die Israeliten. Er wandte die territorialgeschichtliche Methode auf verschiedene Perioden der Landesgeschichte Palästinas an, angefangen mit dem Auftreten der Hyksos in der Mittleren Bronzezeit bis hin zur Einteilung Palästinas in der römischen und byzantinischen Verwaltung und in den altkirchlichen Bistümern.
Gründliche Lektüre von Max Webers Studien zum antiken Judentum zeigen insbesondere Alts Arbeiten zur Landnahme, zur Staatenbildung und zu den Ursprüngen des israelitischen Rechts. Dem Althistoriker Eduard Meyer stimmte Alt darin zu, dass die Aufgabe des Historikers nicht bloßes Kompilieren, sondern Kombinieren sei und dass jede historische Einzelheit sich einem „großen Ganzen“ zuordnen lasse. Meyer hatte das antike Israel in eine Gesamtdarstellung des Alten Orients integriert; auf diese Gesamtschau bezog sich Alt immer wieder. Von dem Erlanger, später Leipziger, Kirchenhistoriker Albert Hauck übernahm Alt das Entwerfen von „Zustandsbildern“ der einzelnen historischen Perioden. Wegen des Einflusses von Hauck auf Alt ordnet ihn Eckhard Lessing untergründig der Erlanger Tradition zu, was bei Alts eigenen Schülern wieder deutlich hervortrete. Bei Alt fehlt nämlich das für Hauck sehr wichtige Konzept der Heilsgeschichte, das bei Alts Schüler Gerhard von Rad prominent wieder da ist.

### Israels Gaue unter Salomo(1913)
Die Liste in 1 Kön 4,7–19  führt die Orte und Territorien auf, die reihum für die Versorgung von Salomos Hof verantwortlich waren. Der Ort Socho war bisher im Gebiet von Juda lokalisiert worden. Mit Hilfe einer ägyptischen Quelle lokalisierte Alt Socho im Gebiet des Nordreichs Israel, und nun ergab die Liste auf ungeahnte Weise Sinn: sie nennt keinen Ort aus dem Gebiet von Juda, weil (so die Hypothese Alts) die späteren Reiche Israel und Juda bereits zur Zeit Salomos verwaltungsmäßig getrennt waren. Außerdem unterschied Alt in der Liste zwischen israelitischen und kanaanäischen Gauen und hatte so zwei Gegensatzpaare gefunden, auf die er in späteren Publikationen häufig zurückgriff: Israel/Juda und Israeliten/Kanaanäer.

### Jerusalems Aufstieg(1925)

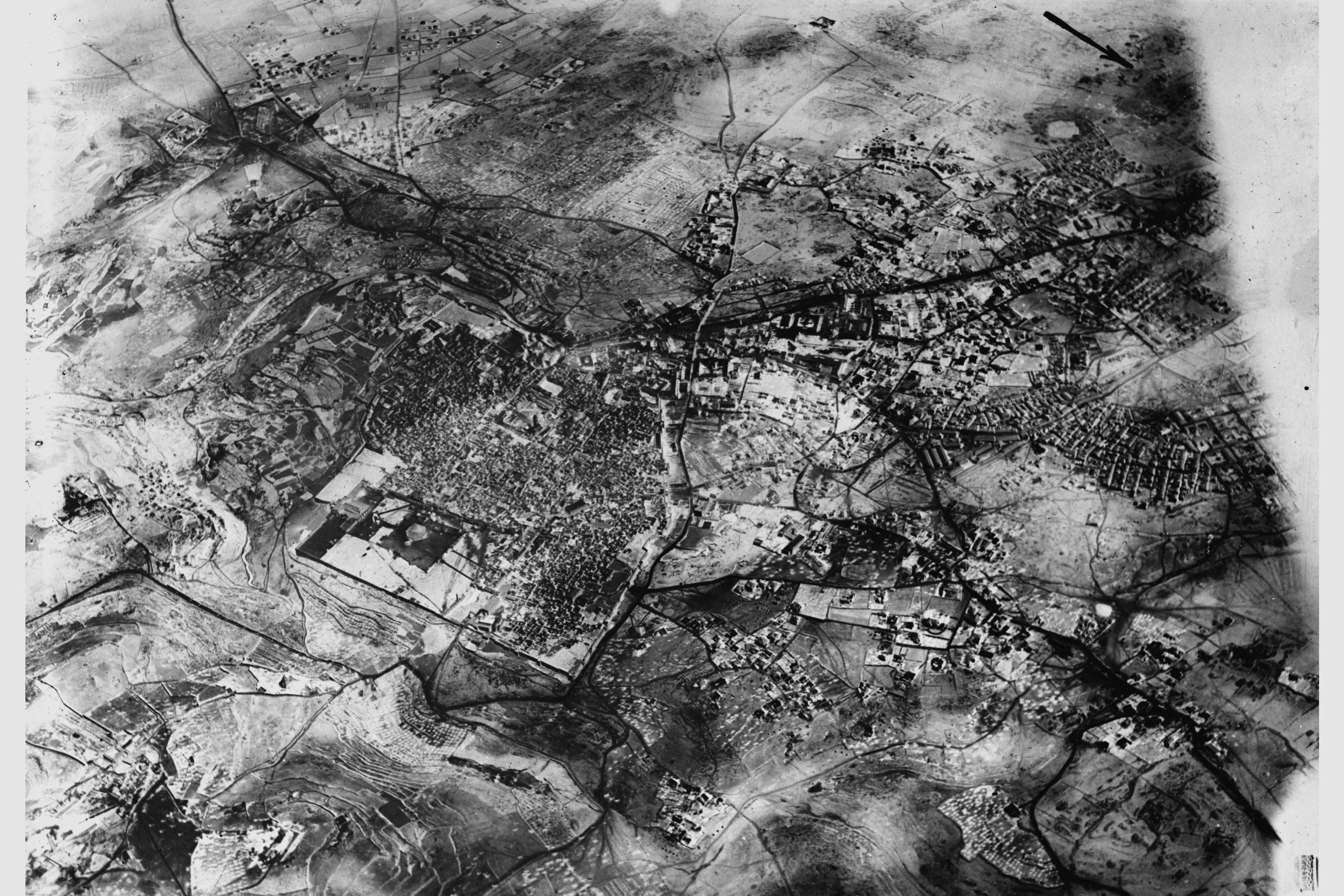
Topographie Alt-Jerusalems und Einbettung in das Straßennetz (deutsches Fliegerbild, 1918)

„Als Jerusalem am 9. Dezember 1917 aus dem Besitz der Türken kampflos an die englisch-ägyptische Expeditionsarmee überging, da ergab es sich anscheinend ganz von selbst, daß hier und nirgend sonst die militärische Verwaltung für den bis dahin eroberten Teil Palästinas ihren Sitz haben müßte.“ Jerusalem die Hauptstadt Palästinas – Alt argumentierte mit der Territorialgeschichte gegen diese vermeintliche Selbstverständlichkeit: Über Jahrhunderte stand Jerusalem in seiner politischen Bedeutung hinter Caesarea Maritima, Lydda, Ramle, Sichem/Nablus zurück. Jerusalem liegt nämlich nicht an der Kreuzung überregionaler Verkehrswege. Nicht natürlichen Vorzügen, sondern einer politischen Entscheidung verdankte Jerusalem Alt zufolge den Aufstieg zur Hauptstadt. König David nämlich herrschte in Personalunion über den Stamm Juda, dem er selbst angehörte, und über die Stämme Israels. Regiert er vom judäischen Hebron aus, sind die Nordstämme zurückgesetzt; wählt er seine Hauptstadt im Norden, verliert er den Kontakt zu „seinen“ Judäern. „Aus diesem Dilemma findet sein königliches Auge den rechten Ausweg. Weder in Juda noch in Israel will er künftig residieren, sondern auf der Grenze zwischen beiden. Da liegt Jerusalem, dieser verkümmernde [kanaanäische] Stadtstaat, der längst für den Gnadenstoß reif war.“ Die Eroberung der Stadt überträgt David nicht dem israelitischen Heerbann, sondern seiner Gefolgschaft von Berufskriegern. Deshalb ist Jerusalem auch seine persönliche Beute, eben die Davidsstadt.
Diese Darstellung der Frühgeschichte Jerusalems wurde zwar viel rezipiert, sie ist aber aus heutiger Sicht unzutreffend. Alt übertrieb die topographischen Nachteile. Othmar Keel kritisiert, dass Alt ein viel zu ungünstiges Bild des spätbronzezeitlichen Stadtstaats entwarf – nicht nur, weil er spätere Grabungsergebnisse nicht berücksichtigen konnte, sondern weil er das „kanaanäische“ Jerusalem als negative Folie für die Darstellung Davids als politischen Genies und eigentlichen Gründers von Jerusalem brauchte.

### Der Gott der Väter(1929)
Die ältere Exegese hatte Schwierigkeiten, die Erzelternerzählungen im Buch Genesis in die Geschichte Israels einzuordnen. Hier bot Alt 1929 eine Lösung an: „es gibt in der israelitischen Überlieferung tatsächlich noch ein Element besonderer Religion, das … wenn ich recht sehe, auf alten Sonderbesitz einzelner Stämme oder Gruppen zurückgeht. Das ist die Erinnerung an den Gott Abrahams, an den Schreck Isaaks, an den Starken Jakobs, zusammengefaßt: an den Gott der Väter.“ Alt zufolge waren Abraham, Isaak und Jakob Kultstifter. Nach der Landnahme habe sich die Verehrung der an sich ortsungebundenen Vätergottheiten nomadischer Israeliten mit kanaanäischen Lokalüberlieferungen verbunden. Die Verehrung der Vätergötter sei „eine Religion mit vorwiegender Betonung des Verhältnisses zwischen Gott und Mensch, weiterhin zwischen Gott und menschlichem Verband, ohne starre Bindung an einen Ort, dafür umso bewegungsfähiger im Eingehen auf alle Veränderungen des Schicksals der Verehrerkreise“ gewesen.
Die Hypothese der Vätergottheiten widerlegte Matthias Köckert in seiner Leipziger Dissertation 1983. Sein Hauptargument ist, dass die Verehrung eines Gottes der Väter kein nomadischer Religionstyp ist, sondern auch bei sesshaften Bevölkerungen im Alten Orient nachgewiesen werden kann.

### Die Staatenbildung der Israeliten in Palästina(1930)
Alts Artikel Die Staatenbildung der Israeliten in Palästina war im Untertitel als verfassungsgeschichtliche Studie gekennzeichnet. Sie kontrastiert das Sesshaftwerden der Philister (= Ägäer) in der Küstenregion mit der Sesshaftwerdung der Israeliten im Bergland: „Schon der äußere Verlauf der Einwanderung der Israeliten nach Palästina ist ja ganz anders als bei den Ägäern: kein einmaliger, in verhältnismäßig kurzer Zeit vollendeter Akt … sondern eine Abfolge von Bewegungen einzelner Stämme und Gruppen, die sich sehr wohl auf mehrere Jahrhunderte erstreckt haben kann; überwiegend auch kein Vorgehen mit Waffengewalt … sondern ein Sicheinschieben in noch wenig oder gar nicht besiedelte Gegenden … darum auch im Endergebnis kein Seßhaftwerden aller Stämme in einem einzigen geschlossenen Territorium, sondern eine Aufteilung in mehrere Gruppen, deren Gebiete durch Reihen nichtisraelitischer Städte voneinander getrennt waren.“
Wenn die Stämme militärisch bedroht wurden, traten charismatische Führer hervor, die aber kein dauerhaftes Herrschaftssystem errichteten und an der Stämmeverfassung nichts änderten. Der Druck der militärisch überlegenen Philister auf die israelitische Stammesgesellschaft in ihrem Hinterland lässt nun Saul hervortreten, der zunächst wie ein von JHWH designierter Charismatiker der Richterzeit vorgestellt wird. Dann kommt das Neue: die Stämme bringen ihn nach dem ersten militärischen Erfolg ins JHWH-Heiligtum und machen ihn per Akklamation zum König, und „von diesem Augenblick an besteht … eine Bindung zwischen ihnen und Saul, die aus der einmal geleisteten Heeresfolge eine immer wieder zu leistende Heerbannpflicht … ableitet und so den charismatisch begründeten akuten Einzelfall in einen institutionell verfestigten Dauerzustand umsetzt.“ Saul ist ein Heerkönig, der im Frieden wenig zu tun findet. Um militärisch gegen die Philisterstädte auf Dauer erfolgreich sein zu können, legt sich Saul nach deren Vorbild eine Gefolgschaft von Berufskriegern zu, die in Spannung zum traditionellen System des israelitischen Heerbanns steht. Ob dies schon zu Lebzeiten Sauls zu Konflikten führte, lässt Alt unentschieden; nach katastrophaler Niederlage im Philisterkrieg und Sauls Tod in der Schlacht brachen die Konflikte offen aus.
„Daß die israelitische Geschichte mit David und Salomo in ein neues Stadium tritt, macht sich dem, der auf solche Dinge zu achten gewöhnt ist, schon an dem veränderten Charakter der Überlieferung bemerkbar.“ An die Stelle der Sage tritt die Geschichtsschreibung. Alt stellte nun das „politische Genie“ Davids in den Mittelpunkt. Zug um Zug, die Gunst der Stunde nutzend, habe David ein neues Staatswesen aufgebaut und ein „Großreich“ geschaffen.
Gegen die Existenz dieses Großreichs werden aus archäologischer Sicht im 21. Jahrhundert Bedenken geltend gemacht. Im Jerusalem der Eisenzeit IIA gibt es einfach nicht die Befunde, die in der Hauptstadt eines Großreichs zu erwarten wären. „Das Nichtvorhandensein eines (archäologischen) Beleges ist kein Beleg dafür, dass etwas nicht existierte“ (The absence of evidence does not constitute the evidence of absence) ist zwar ein archäologisches Standardargument, das aber seine Überzeugungskraft verliert, wenn immer wieder trotz allen Bemühens nichts gefunden wird. Für Kritiker deutet das Fehlen von Belegen für eine kulturelle Blütezeit besonders in Jerusalem darauf hin, dass es sich um keine besonders große Blütezeit handelte. Da die Kritiker der Großreich-Hypothese aber unterschiedliche Ansätze verfolgen, ist ein konsensuale Neubewertung der Epoche nicht in Sicht.

### Die Ursprünge des israelitischen Rechts(1934)
Die formgeschichtliche Methode Hermann Gunkels ermöglichte Albrecht Alt in den juristischen Texten des Alten Testaments die Unterscheidung von:
- kasuistischem Recht, das aus der städtischen Kultur Kanaans stammt und womit Israel an der Rechtskultur des Alten Orient teilhat, und
- apodiktischem Recht, das aus Israels nomadischer Frühzeit stammt[110] und schweres sittliches Fehlverhalten der Strafe JHWHs überlässt. Es ist „volksgebunden israelitisch und gottgebunden jahwistisch,“[111] somit ohne Parallelen im Alten Orient.

Alt fasst zusammen: „Die beiden Rechte, die sich da begegnen, können ihre Ansprüche auf Geltung im israelitischen Bereich nicht friedlich untereinander ausgleichen … Denn … im apodiktischen Recht Israels [wirkt] eine noch völlig ungebrochene aggressive Kraft, die schlechthin jedes Lebensgebiet dem unbedingten Herrschaftsanspruch des Willens Jahwes für sein Volk unterwerfen will und daher keine profane oder neutrale Zone anzuerkennen vermag.“
Willy Schottroff referierte 1977 den Forschungsstand zum israelitischen Recht; die von Alt vorgeschlagene Zweiteilung kasuistisches/apodiktisches Recht war bereits nicht mehr haltbar. Einerseits wankte die Hypothese des sakralen Stämmebunds, und das betraf auch die Vorstellung eines von diesem Bund gepflegten apodiktischen JHWH-Rechts. Andererseits hielt Alts formgeschichtliche Bestimmung des apodiktischen Rechts der Überprüfung nicht stand. Als apodiktisch konnten nach Ausscheidung eines Teils des von Alt hier eingeordneten Materials nur noch „Verbote und Gebote ohne Rechtsfolgebestimmungen“ gelten. Erhard S. Gerstenberger verortete diese Rechtssätze 1965 im Sippenethos einer „segmentären, akephalen Gesellschaft,“ d. h. sie sind keineswegs exklusiv israelitisch und jahwistisch, wie Alt meinte, sondern überall dort zu finden, wo es vorstaatliche Stammesgesellschaften gab und gibt.

### Erwägungen über die Landnahme der Israeliten in Palästina(1939)
Alt entwickelte ein Bild des vorstaatlichen Israel, das sich deutlich von den Eroberungs- und Zerstörungserzählungen im Buch Josua unterschied. Im Rhythmus der Transhumanz seien die Israeliten allmählich aus der Steppe ins Kulturland vorgedrungen. Ackerbau war ihnen ohnehin nicht fremd, aber je größeres Gewicht dieser in ihrer Wirtschaftsweise erhielt, umso leichter fiel der Verzicht auf saisonale Wanderungen mit den Herden in die Steppe. Auf dieses zumeist friedliche Einsickern halbnomadischer Stämme ins Kulturland folgt der „Landesausbau“, d. h. die kriegerische Eroberung. Alt argumentierte: Der Übergang von Wüstenstämmen in das Kulturland von Palästina, aber auch von Syrien, Mesopotamien und Babylonien „begleitet die Geschichte dieser Länder … durch alle Jahrhunderte bis auf unsere eigenen Tage herab,“ und das „moderne Vergleichsmaterial“ könne deshalb ein wichtiges Hilfsmittel zum Verständnis der israelitischen Landnahme sein. „Die Anregung dazu hätte man schon Max Webers Gesammelten Aufsätzen zur Religionssoziologie III (1921) entnehmen können.“
Die Lebensweise der palästinensischen Beduinen des 19./20. Jahrhunderts wurde von Weber und Alt in das späte 2. Jahrtausend v. Chr. zurückprojiziert. Die Nomaden der altorientalischen Texte waren aber aus heutiger Sicht eher nichtsesshafte „Ziehbauern“, die am Rand der Städte und Dörfer mit ihren Herden lebten. Ihre Wanderungsbewegungen folgten keinem saisonalen, klimatisch bedingten Muster. Die von Alt und seinen akademischen Schülern vertretene Landnahmehypothese (Migrationsmodell) baut folglich auf einer ungeeigneten Analogie auf.

### Das Königtum in den Reichen Israel und Juda(1951)
Nach dem Tod Salomos kam es nach biblischer Darstellung (1 Kön 12,1–19 ) zur Reichsteilung, da die Nordstämme sich von Salomos Sohn Rehabeam lossagten. Alt zufolge hieß das, dass Rehabeam nicht imstande war, wie Vater und Großvater über die verwaltungsmäßig getrennten Stämme im Norden und Süden in Personalunion zu herrschen, das Großreich zerbrach. Die ersten Könige im Nordreich Israel charakterisiert Alt als „echte Nachfolger Sauls“. Als von JHWH beauftragte Charismatiker mussten sie die Nachkommen ihres jeweiligen Vorgängers aus dem Weg räumen. „So könnte man das Reich Israel in diesem Stadium seines charismatischen Königtums wohl ein Reich der gottgewollten Revolutionen nennen.“ Erst Omri etablierte im Nordreich eine Dynastie nach dem Vorbild des Südreichs; seine Residenz Samaria imitierte das, was Jerusalem für Salomo gewesen war. Im Südreich Juda kam das charismatische Königsideal dagegen nicht zur Geltung, hier folgte fast unangefochten ein Angehöriger der Davids-Dynastie auf den nächsten. Somit unterschied Alt eine charismatische Legitimation der Könige im Nordreich und eine dynastische Legitimation der Südreichs-Könige.
In der neueren Diskussion wirkt sich die Skepsis gegenüber der Existenz eines Davidisch-salomonischen Großreichs auch auf die Frage der Reichsteilung aus. Es gab demnach ja nichts zu teilen. Das Zusammengehörigkeitsgefühl der Bewohner von Nord- und Südreich muss andere Gründe haben, beispielsweise eine Erinnerung daran, dass das kulturell und wirtschaftlich überlegene Nordreich das Südreich in einem Vasallenverhältnis hielt. Die in der Bibel tradierte Geschichte beider Reiche wurde aber in dem länger bestehenden Südreich und aus Jerusalemer Perspektive geschrieben. Die Nordreichs-Geschichte als „Kette von Aufständen, Putschen und Königsmorden, die, wenn überhaupt, jeweils nur für eine Generation eine Sukzession aufbauen können und dann wieder zusammenbrechen“ ist deshalb beispielsweise für Christian Frevel eine Geschichtskonstruktion, welche dem Konkurrenten im Norden die rechtliche und religiöse Legitimation entziehen sollte.

## Wirkung
An Alts Lehrkursen und Exkursionsprogrammen nahmen zwar insgesamt nur knapp fünfzig Personen teil, darunter sind aber „fast alle späteren Professoren für Altes und Neues Testament der deutschen Universitäten“. Unter den Ehemaligen, die 1943 in kriegsbedingt schlichter Form zu Alts sechzigstem Geburtstag in der Zeitschrift des Deutschen Palästina-Vereins gratulierten, waren: Friedrich Baumgärtel, Walther Eichrodt, Otto Eißfeldt, Karl Elliger, Walter Elliger, Kurt Galling, Wilhelm Halfmann, Johannes Hempel, Hans Wilhelm Hertzberg, Joachim Jeremias, Anton Jirku, Otto Michel, Martin Noth, Herbert Preisker, Gerhard von Rad, Martin Redeker, Leonhard Rost, Wilhelm Rudolph, Hermann Strathmann und Artur Weiser.

### Martin Noth:Geschichte Israels
Martin Noth integrierte die von Alt essayistisch behandelten Themen in einem Gesamtentwurf der Geschichte Israels. Er soll verdeutlichen, inwiefern „‚Israel‘ als ein Fremdling in dieser seiner [altorientalischen] Welt [lebte], der zwar deren Gewand trug und sich auf die in ihr übliche Weise gebärdete, in seinem Wesen jedoch von ihr geschieden war“ – weil in der Geschichte Israels „Erscheinungen begegnen, für die es keine Vergleichsmöglichkeiten mehr gibt.“
Der Aufriss von Martin Noths Geschichte Israels (1950) ist vierteilig:
1. Israel als Zwölfstämmebund;
2. Das Leben des alten Israel in der palästinisch-syrischen Welt;
3. Israel unter der Herrschaft altorientalischer Großmächte;
4. Restauration, Verfall, Untergang.

Kennzeichnend ist, wie Noth im ersten Hauptteil (Israel als Zwölfstämmebund) die Frühgeschichte Israels angeht: Ein erstes Kapitel widmet sich zunächst den Wohnsitzen der israelitischen Stämme, dann der Landnahme dieser Stämme. Das zweite Kapitel bringt die zentrale Amphiktyonie-Hypothese: Der Bund der israelitischen Stämme. Hier findet der Leser Informationen über das Zwölfstämmesystem und seine Einrichtungen: Zentralheiligtum, Feste, regelmäßiger Vortrag des Gottesgesetzes und Verpflichtung der Stämme auf dessen Einhaltung. Das dritte Kapitel stellt abschließend die Traditionen des sakralen Zwölfstämmebundes vor; hier findet man Stoffe, die nach der biblischen Darstellung früher zu erwarten gewesen wären: die Befreiung aus Ägypten; die Erzväter; der Bund vom Sinai (in dieser Reihenfolge).
Zwei akademische Schüler Alts aus der Nachkriegszeit legten ebenfalls Gesamtentwürfe der Geschichte Israels vor: Alts letzter Assistent Siegfried Herrmann und Herbert Donner, der in Leipzig bei Alt studierte.

### Gerhard von Rad:Theologie des Alten Testaments
Waren Alt und Noth mehr Historiker als Theologen, so war es Gerhard von Rads Beitrag, die theologischen Folgerungen aus ihrem Werk zu ziehen und in weit rezipierten Darstellungen zu popularisieren. Er hatte selbst 1934 bis 1945 als Professor für Altes Testament an der Universität Jena die Marginalisierung seines Fachs erlebt, das aus Sicht der radikalen Deutschen Christen Thüringer Richtung bei der Ausbildung des theologischen Nachwuchses entbehrlich war. Nach 1945 änderte sich das Bild an den Universitäten in der Bundesrepublik völlig. 1975 konstatierte Gerhard Ebeling, dass das Fach Altes Testament einen Aufschwung erlebt und innerhalb des Gesamtprogramms der Evangelischen Theologie zeitweise eine Führungsrolle übernommen habe. Inhaltlich bedeutet das die breite Rezeption von Thesen der Alt-Noth-Schule. Eine zeitweilige Meinungsführerschaft wurde daraus, weil Gerhard von Rad diese Thesen in seiner Theologie des Alten Testaments (zwei Bände 1957 und 1960) in eine auch literarisch ansprechende Form brachte, in der sie die theologische Diskussion der 1960er Jahre stark beeinflussten.

### Albright versus Alt und Noth

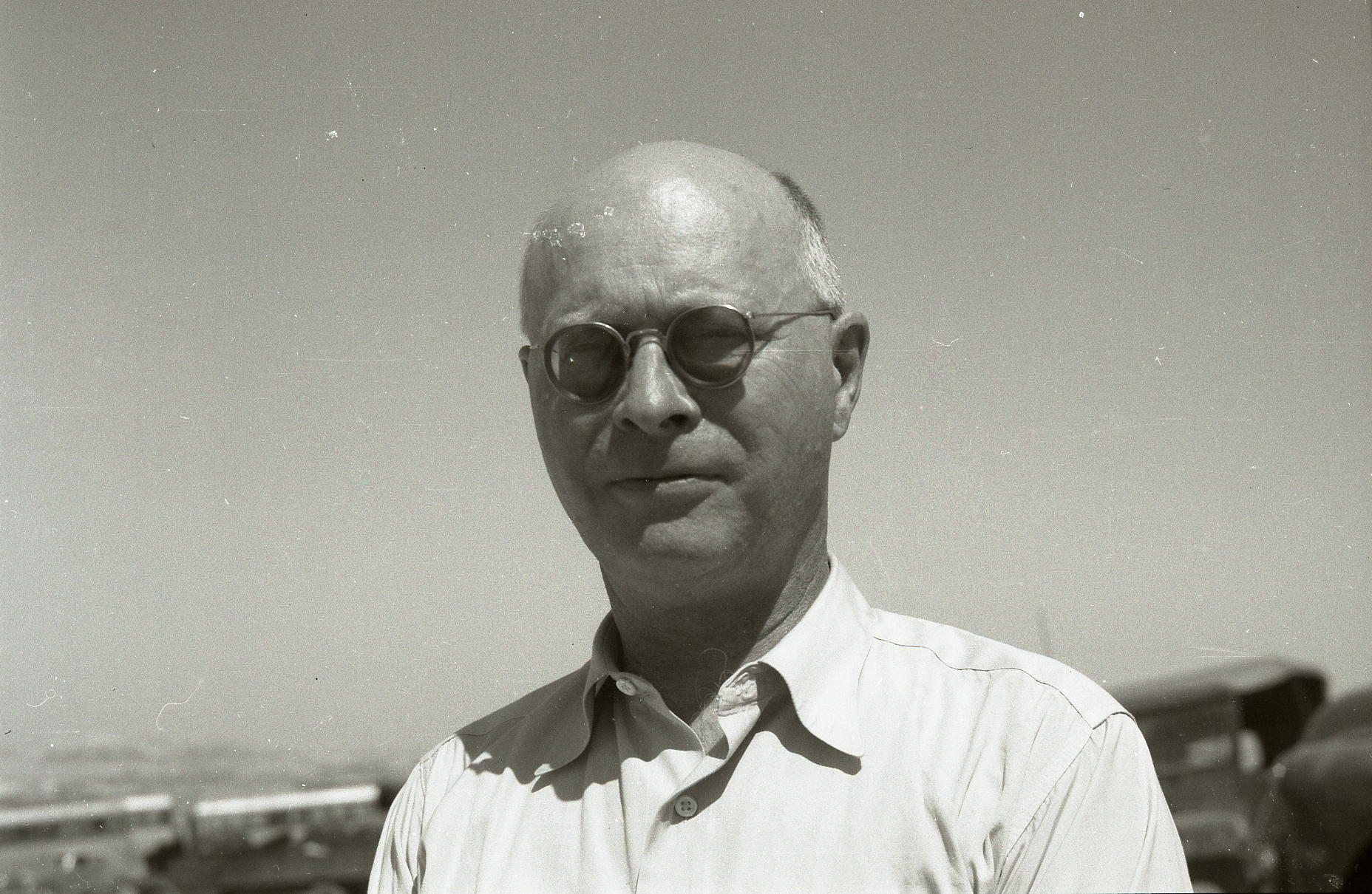
William F. Albright (Beno Rothenberg, 1953)

Der amerikanische Biblische Archäologe William F. Albright und Albrecht Alt kannten sich von ihrer Tätigkeit im Jerusalem der 1920er Jahre. Albright war dort Direktor der American School of Oriental Research, Alt leitete das DEI. Beide veranstalteten ihre Lehrkurse in einer Art freundlicher Rivalität.
Albright und Alt gelten zwar als Vertreter gegensätzlicher Positionen, sie waren sich aber auch in vielen Fragen einig. Albright stimmte den Hypothesen Alts zum israelitischen Rechtswesen (kasuistisches und apodiktisches Recht) und zur Verfassungsgeschichte Israels (charismatische und dynastische Legitimation der Könige) zu.
Albrights Hauptgegner hieß Julius Wellhausen (1844–1918). Ihm verdankte die alttestamentliche Wissenschaft eine neue Meistererzählung, der zufolge zwischen dem vorexilischen Israel, in dem die Propheten wirkten, und dem nachexilischen Judentum, das den Jerusalemer Tempel und die Tora in den Mittelpunkt rückte, unterschieden werden müsse. Das jüdische Ritualgesetz entstammt demnach erst der nachexilischen Zeit und wurde von den biblischen Verfassern in eine „mosaische“ Frühzeit zurückprojiziert. Seine Gegner hielten am altgewohnten biblischen Geschichtsbild fest und warfen Wellhausen Geschichtskonstruktion vor. Wellhausen konterte in der für ihn kennzeichnenden trockenen Weise: „Konstruiren muss man bekanntlich die Geschichte immer … Der Unterschied ist nur, ob man gut oder schlecht konstruirt.“ Wellhausen polarisierte Mitte des 20. Jahrhunderts immer noch. Deshalb begrüßte es Albright als Wellhausen-Gegner, wenn Alt und Noth mit ihren Hypothesen zur Frühgeschichte Israels über Wellhausen hinausgingen: Alts Vätergott-Hypothese ließ sich in Albrights Konzept einer „Erzväterzeit“ (Patriarchal Age) integrieren. Das Buch Genesis enthält demnach, anders als Wellhausen meinte, historisch belastbare Informationen. Alts und Noths „brilliante“ Amphiktyonie-Thesen fasste Albright als Widerlegung Wellhausens auf.
Gegensätzliche Positionen vertraten Albright und Alt bei der Landnahme der Israeliten. Albright ging davon aus, dass sich archäologische Befunde so interpretieren lassen, dass sie zur biblischen Darstellung passen und letztere als im großen Ganzen historisch zuverlässig erweisen. In seinem Nachruf auf Alt bedauerte er, dass dieser unter dem Einfluss von Wellhausen und Gunkel die biblische Erzählung von der Einnahme des Gelobten Landes zugunsten einer Geschichtskonstruktion verlassen habe: „Alts Thesen über die Landnahme (Conquest) werden durch die Fortschritte der Archäologie ständig widerlegt – kürzlich erst durch die brillianten Ausgrabungen von Yigael Yadin in Hazor, die den Bericht in Josua 11 wortwörtlich bestätigen: Hazor wurde in den letzten Jahrzehnten des 13. Jahrhunderts v. Chr. zerstört und in der Eisenzeit in einer weitaus bescheideneren Weise wieder aufgebaut.“

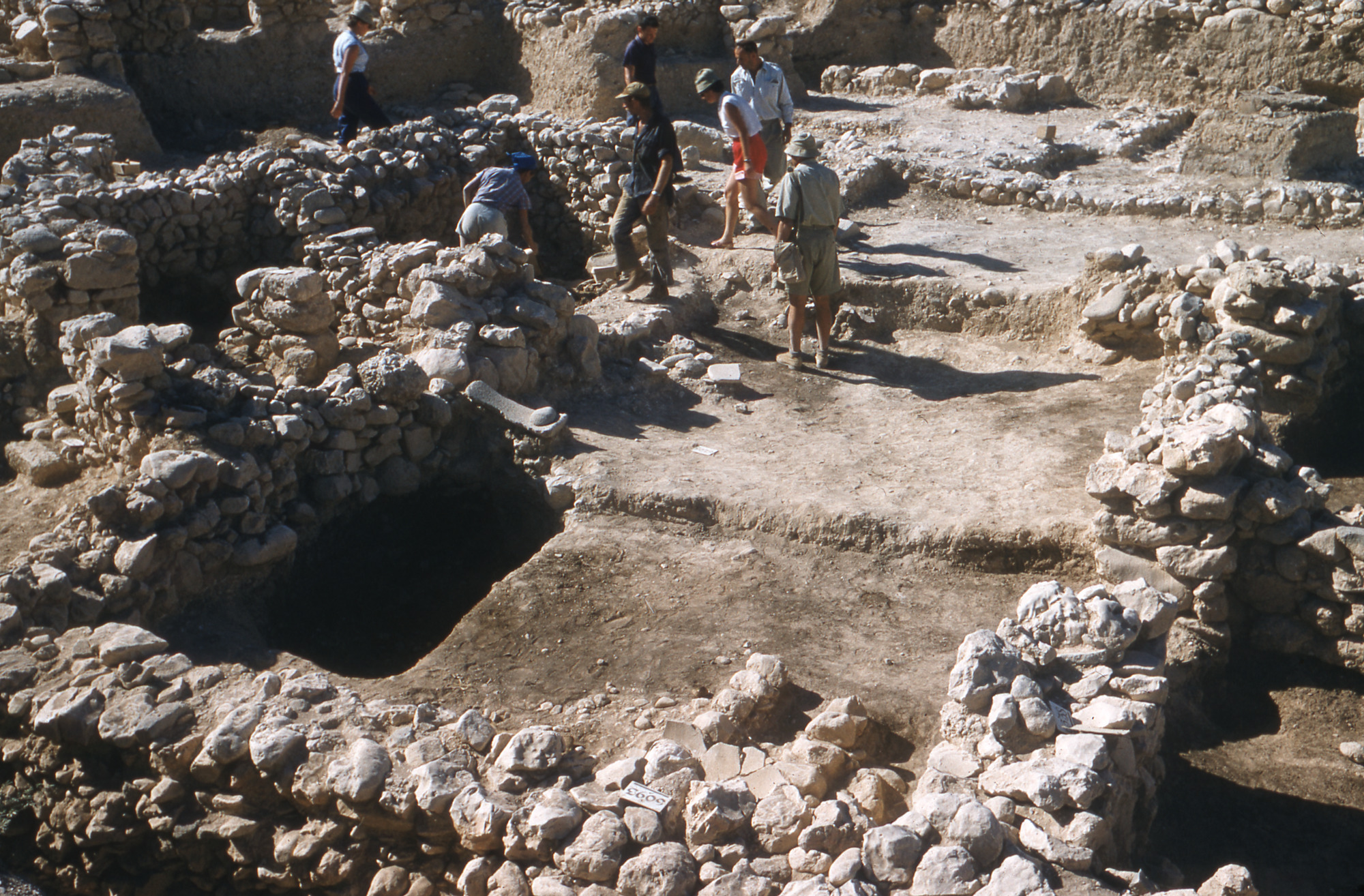
Israelische Ausgrabung von Tel Hazor (Beno Rothenberg, 1956)

Noth bezeichnete es 1959 als „geradezu grotesk“, dass Alt und ihm seitens der Albright-Schule stereotyp vorgeworfen werde, archäologische Befunde zu ignorieren. „In Wirklichkeit handelt es sich darum, dass Alt und ich es nicht für sachgemäss halten, einen allzu naiven Gebrauch von archäologischen Gegebenheiten zu machen, sondern es für notwendig erachten, zu differenzieren und von Fall zu Fall den geschichtlichen Ertrag eines archäologischen Befunds sorgfaltig zu prüfen.“
Die Kontroverse zwischen der Albright-Schule und der Alt-Noth-Schule setzte sich nach der Staatsgründung Israels in der dort aufblühenden Archäologie fort, wo sich eine stark an Albright orientierte, an der Hebräischen Universität beheimatete Jerusalemer Schule (Yigael Yadin, Benjamin Mazar) und eine eher an Alt und Noth orientierte Schule an der Universität Tel Aviv (Yohanan Aharoni) gegenüberstehen. Aharoni sah die Auffassung, welche den gesamten Prozess der Seßhaftwerdung der israelitischen Stämme als „natürlichen und langsamen Übergang“ im Zuge der Transhumanz versteht, als widerlegt an, da sie im Widerspruch zu archäologischen Befunden, biblischen Texten und der „Tatsache einer raschen, energischen Okkupation innerhalb einer kurzen Zeitspanne“ stehe. Er übernahm aber Alts Interpretation der Eroberung Jerusalems durch David und der Verwaltungsgliederung des salomonischen Reichs; die sich daraus ergebende getrennte Verwaltung Israels und Judas „war einer der größten Fehler sowohl Davids als auch Salomos und ein Faktor, der für den schnellen Zerfall des vereinigten Königreiches entscheidend war.“ Michael Avi-Yonah schrieb, Alt „begründete eine wissenschaftliche Methode, die von einigen der wichtigsten zeitgenössischen Forscher des Alten Israel angewandt wird.“
Israel Finkelstein und Nadav Na’aman (beide Tel Aviv) formulierten 1996 eine Reihe von Grundsätzen (a new theoretical platform) zur Landnahme. Darin heißt es mit Verweis auf Alts Essay zur Landnahme der Israeliten in Palästina (1939): „Die Entstehung Israels sollte aus einer langfristigen Perspektive auf Veränderungen der Besiedlung und der Demografie untersucht werden.“ Finkelstein zufolge sollten bei der Landesgeschichte zwei Dimensionen in Kombination betrachtet werden: lange dauernde Entwicklungen wie Sesshaftwerdung und demographische Prozesse einerseits und kurzzeitige, lokale Ereignisse andererseits. Auch dies sieht er bereits bei Alt.

## Mitgliedschaften
- 1929 Deutsches Archäologisches Institut,
- 1932 Sächsische Akademie der Wissenschaften, philologisch-historische Klasse,
- 1939 Society of Biblical Literature and Exegesis (Ehrenmitgliedschaft),
- 1953 Society of Old Testament Study (Ehrenmitgliedschaft).

## Ehrungen
- Im Jahr 1935 wurde Alt als Theologieprofessor der Universität Leipzig in das Meißener Domkapitel aufgenommen.[142]
- Die Philosophischen Fakultäten der Universitäten Leipzig und Tübingen (beide 1953) sowie die Juristische Fakultät der Universität Frankfurt am Main (1954) verliehen Albrecht Alt den Ehrendoktortitel.[143]
- Wilhelm Pieck zeichnete Albrecht Alt am 14. Dezember 1955 „für sein wissenschaftliches Lebenswerk, insbesondere für seine Erforschung der Frühgeschichte Israels“ mit dem Ehrentitel „Hervorragender Wissenschaftler des Volkes“ aus. Krankheitsbedingt konnte Alt Medaille und Urkunde im Schloss Schönhausen nicht persönlich entgegennehmen.[144]

## Veröffentlichungen (Auswahl)

### Erstveröffentlichungen, chronologisch
- Israels Gaue unter Salomo. In: Alttestamentliche Studien: Rudolf Kittel zum 60. Geburtstag dargebracht (= Beiträge zur Wissenschaft vom Alten und Neuen Testament, 13), Leipzig 1913, S. 1–19.[145]
- Die Landnahme der Israeliten in Palästina: Territorialgeschichtliche Studien. Werkgemeinschaft, Leipzig 1925.[146]
- Judas Gaue unter Josia. In: Palästinajahrbuch 21 (1925), S. 100–116.[147]
- Jerusalems Aufstieg. In: Zeitschrift der Deutschen Morgenländischen Gesellschaft, Neue Folge 79 (1925), S. 1–25.[148]
- Das System der Stammesgrenzen im Buche Josua. In: Beiträge zur Religionsgeschichte und Archäologie Palästinas, Ernst Sellin zum 60. Geburtstage dargebracht. Deichert, Leipzig 1927, S. 13–34.[149]
- Der Gott der Väter. Ein Beitrag zur Vorgeschichte der israelitischen Religion (= Beiträge zur Wissenschaft vom Alten und Neuen Testament III 12). Kohlhammer, Stuttgart 1929.[150]
- Das System der assyrischen Provinzen auf dem Boden des Reiches Israel. In: Zeitschrift des Deutschen Palästina-Vereins 52 (1929), S. 220–242.[151]
- Die Staatenbildung der Israeliten in Palästina. Verfassungsgeschichtliche Studien von Albrecht Alt (Sonderabdruck aus dem Reformationsprogramm der Universität Leipzig 1930). Edelmann, Leipzig 1934.[152]
- Die Ursprünge des israelitischen Rechts. Hirzel, Leipzig 1934.[153]
- Die Rolle Samarias bei der Entstehung des Judentums. In: Festschrift Otto Procksch zum sechzigsten Geburtstag. Deichert & Hinrichs, Leipzig 1934.[154]
- Josua. In: Werden und Wesen des Alten Testaments. Vorträge, gehalten auf der internationalen Tagung alttestamentlicher Forscher zu Göttingen vom 4.–10. September 1935 (= Beihefte zur Zeitschrift für die Alttestamentliche Wissenschaft, 66). Töpelmann, Berlin 1936, S. 13–29.[155]
- Erwägungen über die Landnahme der Israeliten in Palästina. In: Palästinajahrbuch 35 (1939), S. 8–63.[156]
- Galiläische Probleme 5: Die Umgestaltung Galiläas durch die Hasmonäer. In: Palästinajahrbuch 35 (1939), S. 64–82.[157]
- Die Stätten des Wirkens Jesu in Galiläa territorialgeschichtlich betrachtet. In: Beiträge zur biblischen Landes- und Altertumskunde 69 (1949), S. 51–72.[158]
- Das Großreich Davids. In: Theologische Literaturzeitung 75 (1950), Sp. 213–220.[159]
- Das Königtum in den Reichen Israel und Juda. In: Vetus Testamentum 1 (1951), S. 2–22.[160]
- Der Stadtstaat Samaria (= Berichte über die Verhandlungen der Sächsischen Akademie der Wissenschaften zu Leipzig, Philologisch-historische Klasse, 101/5). Akademie-Verlag, Berlin 1954.[161]

### Sammelbände
- Kleine Schriften zur Geschichte des Volkes Israel, Band 1. Beck, München 1953.
- Kleine Schriften zur Geschichte des Volkes Israel, Band 2. Beck, München 1953.
- Kleine Schriften zur Geschichte des Volkes Israel, Band 3, hrsg. von Martin Noth. Beck, München 1959.

### Bibliographie
- K. Heinrich Mann: Bibliographie Albrecht Alt. In: Geschichte und Altes Testament. Albrecht Alt zum 70. Geburtstag (= Beiträge zur historischen Theologie 16). Mohr Siebeck, Tübingen 1953, S. 211–223.
- Siegfried Schauer, Günther Bröker, H. J. Kandler: Das literarische Werk von Albrecht Alt. In: Festschrift Albrecht Alt zum 70. Geburtstag gewidmet (= Wissenschaftliche Zeitschrift der Karl-Marx-Universität Leipzig, Gesellschafts- und Sprachwissenschaftliche Reihe 3), Leipzig 1954, S. 173–178.